# Espagne aux Jeux olympiques d'été de 2024
L'Espagne participe aux Jeux olympiques de 2024 à Paris. Il s'agit de sa 25e participation à des Jeux olympiques d'été.
Le kayakiste Marcus Cooper Walz et la skipper Támara Echegoyen sont nommés porte-drapeau de la délégation espagnole.

## Nombre d’athlètes qualifiés par sport
Voici la liste des qualifiés et sélectionnés espagnols par sport (remplaçants compris) :
| Sport                                                                               | Hommes   | Femmes   | Total     |
| ----------------------------------------------------------------------------------- | -------- | -------- | --------- |
| Athlétisme                                                                          | 26       | 32       | 58        |
| Aviron                                                                              | 6        | 3        | 9         |
| Badminton                                                                           | 1        | 1        | 2         |
| Basket-ball                                                                         | 12       | 16       | 28        |
| Boxe                                                                                | 5        | 1        | 6         |
| Canoë-kayak                                                                         | 12       | 9        | 21        |
| Cyclisme                                                                            | 7        | 2        | 9         |
| Équitation                                                                          | 8        | 0        | 8         |
| Escalade                                                                            | 1        | 1        | 2         |
| Escrime                                                                             | 1        | 1        | 2         |
| Football                                                                            | 18       | 18       | 36        |
| Golf                                                                                | 2        | 2        | 4         |
| Gymnastique                                                                         | 6        | 11       | 17        |
| Handball                                                                            | 14       | 14       | 28        |
| Hockey sur gazon                                                                    | 16       | 16       | 32        |
| Judo                                                                                | 5        | 4        | 9         |
| Sports aquatiques • Natation sportive • Plongeon • Natation artistique • Water-polo | 7 2 0 12 | 7 1 8 12 | 14 3 8 24 |
| Pentathlon moderne                                                                  | 0        | 1        | 1         |
| Skateboard                                                                          | 2        | 4        | 6         |
| Surf                                                                                | 1        | 2        | 3         |
| Taekwondo                                                                           | 2        | 2        | 4         |
| Tennis                                                                              | 5        | 2        | 7         |
| Tennis de table                                                                     | 1        | 1        | 2         |
| Tir                                                                                 | 2        | 2        | 4         |
| Tir à l'arc                                                                         | 1        | 1        | 2         |
| Triathlon                                                                           | 3        | 2        | 5         |
| Voile                                                                               | 6        | 7        | 13        |
| Volley-ball                                                                         | 2        | 4        | 6         |
| Total                                                                               | 190      | 193      | 383       |

## Bilan général
| Sport               | Médaille d'or, Jeux olympiques | Médaille d'argent, Jeux olympiques | Médaille de bronze, Jeux olympiques | Total | Rang pays |
| ------------------- | ------------------------------ | ---------------------------------- | ----------------------------------- | ----- | --------- |
| Athlétisme          | 2                              | 1                                  | 1                                   | 4     | 5e        |
| Basket-ball 3x3     | 0                              | 1                                  | 0                                   | 1     | 2e        |
| Boxe                | 0                              | 1                                  | 1                                   | 2     | 10e       |
| Canoë-kayak Slalom  | 0                              | 0                                  | 1                                   | 1     |           |
| Canoë-kayak Sprint  | 0                              | 0                                  | 2                                   | 2     |           |
| Football            | 1                              | 0                                  | 0                                   | 1     |           |
| Handball            | 0                              | 0                                  | 1                                   | 1     |           |
| Judo                | 0                              | 0                                  | 1                                   | 1     |           |
| Natation artistique | 0                              | 0                                  | 1                                   | 1     |           |
| Tennis              | 0                              | 1                                  | 1                                   | 2     |           |
| Voile               | 1                              | 0                                  | 0                                   | 1     |           |
| Water-polo          | 1                              | 0                                  | 0                                   | 1     |           |
| Total               | 5                              | 4                                  | 9                                   | 18    | 15e       |

| Jour       | Médaille d'or, Jeux olympiques | Médaille d'argent, Jeux olympiques | Médaille de bronze, Jeux olympiques | Total |
| ---------- | ------------------------------ | ---------------------------------- | ----------------------------------- | ----- |
| 26 juillet | 0                              | 0                                  | 0                                   | 0     |
| 27 juillet | 0                              | 0                                  | 1                                   | 1     |
| 28 juillet | 0                              | 0                                  | 0                                   | 0     |
| 29 juillet | 0                              | 0                                  | 0                                   | 0     |
| 30 juillet | 0                              | 0                                  | 0                                   | 0     |
| 31 juillet | 0                              | 0                                  | 0                                   | 0     |
| 1er août   | 0                              | 1                                  | 2                                   | 3     |
| 2 août     | 1                              | 0                                  | 0                                   | 1     |
| 3 août     | 0                              | 0                                  | 0                                   | 0     |
| 4 août     | 0                              | 1                                  | 2                                   | 3     |
| 5 août     | 0                              | 1                                  | 0                                   | 1     |
| 6 août     | 0                              | 0                                  | 0                                   | 0     |
| 7 août     | 1                              | 0                                  | 1                                   | 2     |
| 8 août     | 0                              | 0                                  | 2                                   | 2     |
| 9 août     | 2                              | 0                                  | 0                                   | 2     |
| 10 août    | 1                              | 1                                  | 0                                   | 2     |
| 11 août    | 0                              | 0                                  | 1                                   | 1     |
| Total      | 5                              | 4                                  | 9                                   | 18    |

| Sexe   | Médaille d'or, Jeux olympiques | Médaille d'argent, Jeux olympiques | Médaille de bronze, Jeux olympiques | Total |
| ------ | ------------------------------ | ---------------------------------- | ----------------------------------- | ----- |
| Hommes | 3                              | 2                                  | 7                                   | 12    |
| Femmes | 1                              | 2                                  | 2                                   | 5     |
| Mixte  | 1                              | 0                                  | 0                                   | 1     |
| Total  | 5                              | 4                                  | 9                                   | 18    |

| Athlète       | Sport      | Médaille d'or, Jeux olympiques | Médaille d'argent, Jeux olympiques | Médaille de bronze, Jeux olympiques | Total |
| ------------- | ---------- | ------------------------------ | ---------------------------------- | ----------------------------------- | ----- |
| María Pérez   | Athlétisme | 1                              | 1                                  | 0                                   | 2     |
| Álvaro Martín | Athlétisme | 1                              | 0                                  | 1                                   | 2     |

## Médaillés
Légende
- Hommes
- Femmes
- Mixte

### Médailles d'or
| Sport      | Discipline / Épreuve | Discipline / Épreuve                          | Athlète(s) | Performance            | Date    |
| ---------- | -------------------- | --------------------------------------------- | --- | ---------------------- | ------- |
| Voile      | Skiff                | Compétition masculine                         | Botín Trittel | 86 points              | 2 août  |
| Athlétisme | 35 km marche         | Compétition mixte (hommes et femmes mélangés) | María Pérez Álvaro Martín | 2 h 50 min 31 s        | 7 août  |
| Athlétisme | Triple saut          | Compétition masculine                         | Jordan Díaz | 17,86 m                | 9 août  |
| Water polo | Tournoi              | Compétition féminine                          | Équipe- Laura Ester - Isabel Piralkova - Anni Espar - Beatriz Ortiz - Nona Pérez - Paula Crespí - Elena Ruiz - Pili Peña - Judith Forca - Paula Camus - Maica García Godoy - Paula Leitón - Martina Terré | 9 - 5 contre Australie | 10 août |
| Football   | Tournoi              | Compétition masculine                         | Équipe- Arnau Tenas - Marc Pubill - Juan Miranda - Eric García - Pau Cubarsí - Pablo Barrios - Diego López - Beñat Turrientes - Abel Ruiz - Álex Baena - Fermín López - Jon Pacheco - Joan García - Aimar Oroz - Miguel Gutiérrez - Adrián Bernabé - Sergio Gómez - Samu Omorodion - Cristhian Mosquera - Juanlu Sánchez - Sergio Camello | 5 - 3 contre France    | 9 août  |

### Médailles d'argent
| Sport       | Discipline / Épreuve | Discipline / Épreuve  | Athlète(s)                                                           | Performance                              | Date     |
| ----------- | -------------------- | --------------------- | -------------------------------------------------------------------- | ---------------------------------------- | -------- |
| Athlétisme  | 20 km Marche         | Compétition féminine  | María Pérez                                                          | 1 h 26 min 19 s                          | 1er août |
| Basket-ball | Tournoi à trois      | Compétition féminine  | Gracia Alonso de Armiño Juana Camilión Vega Gimeno Sandra Ygueravide | 17 - 16 contre Allemagne                 | 4 août   |
| Tennis      | Simple               | Compétition masculine | Carlos Alcaraz                                                       | 7 - 6, 7 - 6 contre Novak Djokovic (SRB) | 5 août   |
| Boxe        | Plus 92kg            | Compétition masculine | Ayoub Ghadfa                                                         | 0 - 5 contre Bakhodir Jalolov (UZB)      | 10 août  |

### Médailles de bronze
| Sport               | Discipline / Épreuve        | Discipline / Épreuve  | Athlète(s) | Performance                       | Date       |
| ------------------- | --------------------------- | --------------------- | --- | --------------------------------- | ---------- |
| Judo                | Moins de 60 kg              | Compétition masculine | Francisco Garrigos | 0 - 1 contre Giorgi Sardalashvili | 27 juillet |
| Athlétisme          | 20 km marche                | Compétition masculine | Álvaro Martín | 1 h 19 min 11 s                   | 1er août   |
| Boxe                | Poids super-lourds (+92 kg) | Compétition masculine | Enmanuel Reyes Pla | 4 - 1 contre Loren Alfonso        | 4 août     |
| Tennis              | Double                      | Compétition féminine  | Cristina Bucșa Sara Sorribes Torro | 2-6, 2-6 contre Nosková / Muchova | 4 août     |
| Natation artistique | Ballet par équipe           | Compétition féminine  | Nageuses- Txell Ferré Marina García Polo Lilou Lluís Valette Meritxell Mas Alisa Ozhogina Paula Ramírez Sara Saldaña Iris Tió Blanca Toledano | 900,7319 points                   | 7 août     |
| Canoë-kayak         | C2 500 m                    | Compétition masculine | Joan Antoni Moreno Diego Domínguez | 1 min 41 s 18                     | 8 août     |
| Canoë-kayak         | K4 500 m                    | Compétition masculine | Saúl Craviotto Carlos Arévalo Rodrigo Germade Marcus Cooper Walz | 1 min 20 s 05                     | 8 août     |
| Canoë-kayak         | Kayak monoplace (K1)        | Compétition masculine | Pau Echaniz | 88 s 87                           | 1er août   |
| Handball            | Tournoi                     | Compétition masculine | Équipe- Agustín Casado - Rodrigo Corrales - Alex Dujshebaev - Daniel Dujshebaev - Daniel Fernández - Adrià Figueras - Imanol Garciandia - Aleix Gómez - Jorge Maqueda - Kauldi Odriozola - Gonzalo Pérez de Vargas - Javier Rodríguez - Miguel Sánchez-Migallón - Abel Serdio - Ian Tarrafeta | 22 - 23 contre Slovénie           | 11 août    |

## Résultats

### Athlétisme

#### Hommes
| Athlète(s)                                              | Épreuve          | Premier tour (ou tour préliminaire) | Premier tour (ou tour préliminaire) | Repêchage (ou premier tour) | Repêchage (ou premier tour) | Demi-finale   | Demi-finale | Finale             | Finale                              |
| Athlète(s)                                              | Épreuve          | Temps                               | Rang                                | Temps                       | Rang                        | Temps         | Rang        | Temps              | Rang                                |
| ------------------------------------------------------- | ---------------- | ----------------------------------- | ----------------------------------- | --------------------------- | --------------------------- | ------------- | ----------- | ------------------ | ----------------------------------- |
| Adrián Ben                                              | 800 m            | 1 min 45 s 03                       | 4e                                  | 1 min 45 s 37               | 2e                          | Éliminé       | Éliminé     | Éliminé            | Éliminé                             |
| Mohamed Attaoui                                         | 800 m            | 1 min 44 s 81                       | 1er                                 | Exempté                     | Exempté                     | 1 min 43 s 69 | 4e          | 1 min 42 s 08      | 5e                                  |
| Josué Canales                                           | 800 m            | 1 min 46 s 48                       | 5e                                  | 1 min 44 s 65               | 4e                          | Éliminé       | Éliminé     | Éliminé            | Éliminé                             |
| Ignacio Fontes                                          | 1 500 m          | 3 min 37 s 50                       | 7e                                  | 3 min 35 s 04               | 8e                          | Éliminé       | Éliminé     | Éliminé            | Éliminé                             |
| Mario García                                            | 1 500 m          | 3 min 37 s 90                       | 10e                                 | 3 min 37 s 01               | 11e                         | Éliminé       | Éliminé     | Éliminé            | Éliminé                             |
| Adel Mechaal                                            | 1 500 m          | 3 min 35 s 81                       | 9e                                  | 3 min 42 s 79               | 14e                         | Éliminé       | Éliminé     | Éliminé            | Éliminé                             |
| Adel Mechaal                                            | 5 000 m          | DNS                                 | DNS                                 | Non disputé                 | Non disputé                 | Non disputé   | Non disputé | Éliminé            | Éliminé                             |
| Thierry Ndikumwenayo                                    | 5 000 m          | NPT                                 | NPT                                 | Non disputé                 | Non disputé                 | Non disputé   | Non disputé | 13 min 24 s 07     | 15e                                 |
| Thierry Ndikumwenayo                                    | 10 000 m         | Non disputé                         | Non disputé                         | Non disputé                 | Non disputé                 | Non disputé   | Non disputé | 26 min 49 s 49 RN  | 9e                                  |
| Abdessamad Oukhelfen                                    | 10 000 m         | Non disputé                         | Non disputé                         | Non disputé                 | Non disputé                 | Non disputé   | Non disputé | 28 min 21 s 90     | 23e                                 |
| Ibrahim Chakir                                          | Marathon         | Non disputé                         | Non disputé                         | Non disputé                 | Non disputé                 | Non disputé   | Non disputé | 2 h 11 min 44 s    | 34e                                 |
| Tariku Novales                                          | Marathon         | Non disputé                         | Non disputé                         | Non disputé                 | Non disputé                 | Non disputé   | Non disputé | 2 h 25 min 50 s SB | 68e                                 |
| Yago Rojo                                               | Marathon         | Non disputé                         | Non disputé                         | Non disputé                 | Non disputé                 | Non disputé   | Non disputé | 2 h 12 min 43 s SB | 41e                                 |
| Enrique Llopis                                          | 110 m haies      | 13 s 28                             | 2e                                  | Exempté                     | Exempté                     | 13 s 17       | 2e          | 13 s 20            | 4e                                  |
| Asier Martínez                                          | 110 m haies      | 13 s 47                             | 4e                                  | 13 s 46                     | 2e                          | 13 s 35       | 5e          | Éliminé            | Éliminé                             |
| Daniel Arce                                             | 3 000 m steeple  | 8 min 18 s 31                       | 4e                                  | Non disputé                 | Non disputé                 | Non disputé   | Non disputé | 8 min 13 s 80      | 10e                                 |
| Iñaki Cañal Manuel Guijarro Óscar Husillos Julio Arenas | Relais 4 × 400 m | 3 min 1 s 60                        | 6e                                  | Non disputé                 | Non disputé                 | Non disputé   | Non disputé | Éliminés           | Éliminés                            |
| Álvaro Martín                                           | 20 km marche     | Non disputé                         | Non disputé                         | Non disputé                 | Non disputé                 | Non disputé   | Non disputé | 1 h 19 min 11 s    | Médaille de bronze, Jeux olympiques |
| Paul McGrath                                            | 20 km marche     | Non disputé                         | Non disputé                         | Non disputé                 | Non disputé                 | Non disputé   | Non disputé | 1 h 20 min 32 s    | 17e                                 |
| Diego García                                            | 20 km marche     | Non disputé                         | Non disputé                         | Non disputé                 | Non disputé                 | Non disputé   | Non disputé | 1 h 23 min 10 s    | 33e                                 |

| Athlète     | Épreuve     | Qualification | Qualification | Finale      | Finale                         |
| Athlète     | Épreuve     | Performance   | Rang          | Performance | Rang                           |
| ----------- | ----------- | ------------- | ------------- | ----------- | ------------------------------ |
| Jordan Díaz | Triple saut | 17,24 m       | 2e            | 17,86 m     | Médaille d'or, Jeux olympiques |

| Athlète     | Épreuve  | 100 m   | SL     | LP      | SH     | 400 m   | 110 m H | LD      | SP | LJ      | 1 500 m       | Total | Rang |
| ----------- | -------- | ------- | ------ | ------- | ------ | ------- | ------- | ------- | -- | ------- | ------------- | ----- | ---- |
| Jorge Ureña | Résultat | 10 s 87 | 7,05 m | 13,77 m | 1,96 m | 48 s 08 | 14 s 29 | 40,92 m | NM | 57,93 m | 4 min 42 s 18 | 7 096 | 20e  |
| Jorge Ureña | Points   | 890     | 826    | 714     | 767    | 905     | 937     | 683     | 0  | 707     | 667           | 7 096 | 20e  |

#### Femmes
| Athlète(s)                                                       | Épreuve          | Premier tour (ou tour préliminaire) | Premier tour (ou tour préliminaire) | Repêchage (ou premier tour) | Repêchage (ou premier tour) | Demi-finale      | Demi-finale | Finale             | Finale                             |
| Athlète(s)                                                       | Épreuve          | Temps                               | Rang                                | Temps                       | Rang                        | Temps            | Rang        | Temps              | Rang                               |
| ---------------------------------------------------------------- | ---------------- | ----------------------------------- | ----------------------------------- | --------------------------- | --------------------------- | ---------------- | ----------- | ------------------ | ---------------------------------- |
| Jaël Bestué                                                      | 200 m            | 23 s 17                             | 4e                                  | 23 s 22                     | 2e                          | Éliminée         | Éliminée    | Éliminée           | Éliminée                           |
| Lorea Ibarzábal                                                  | 800 m            | 2 min 0 s 71                        | 6e                                  | 1 min 59 s 81               | 3e                          | Éliminée         | Éliminée    | Éliminée           | Éliminée                           |
| Lorena Martín                                                    | 800 m            | 2 min 2 s 52                        | 7e                                  | 2 min 3 s 04                | 7e                          | Éliminée         | Éliminée    | Éliminée           | Éliminée                           |
| Esther Guerrero                                                  | 1 500 m          | 4 min 6 s 60                        | 10e                                 | 4 min 3 s 15                | 3e                          | 4 min 1 s 94     | 7e          | Éliminée           | Éliminée                           |
| Águeda Marqués                                                   | 1 500 m          | 4 min 1 s 60 PB                     | 9e                                  | 4 min 7 s 05                | 3e                          | 4 min 1 s 90     | 6e          | 4 min 0 s 31 PB    | 11e                                |
| Marta Pérez                                                      | 1 500 m          | 4 min 4 s 94                        | 6e                                  | Exemptée                    | Exemptée                    | 3 min 57 s 75 RN | 8e          | Éliminée           | Éliminée                           |
| Marta García                                                     | 5 000 m          | 15 min 8 s 07                       | 10e                                 | Non disputé                 | Non disputé                 | Non disputé      | Non disputé | Éliminée           | Éliminée                           |
| Majida Maayouf                                                   | Marathon         | Non disputé                         | Non disputé                         | Non disputé                 | Non disputé                 | Non disputé      | Non disputé | 2 h 28 min 35 s SB | 17e                                |
| Ester Navarrete                                                  | Marathon         | Non disputé                         | Non disputé                         | Non disputé                 | Non disputé                 | Non disputé      | Non disputé | 2 h 32 min 7 s     | 42e                                |
| Meritxell Soler                                                  | Marathon         | Non disputé                         | Non disputé                         | Non disputé                 | Non disputé                 | Non disputé      | Non disputé | 2 h 29 min 56 s    | 25e                                |
| Irene Sánchez-Escribano                                          | 3 000 m steeple  | 9 min 17 s 39 PB                    | 5e                                  | Non disputé                 | Non disputé                 | Non disputé      | Non disputé | 9 min 10 s 43 PB   | 11e                                |
| Carolina Robles                                                  | 3 000 m steeple  | 9 min 22 s 48                       | 7e                                  | Non disputé                 | Non disputé                 | Non disputé      | Non disputé | Éliminée           | Éliminée                           |
| Jaël Bestué Sonia Molina-Prados María Isabel Pérez Paula Sevilla | Relais 4 × 100 m | 42 s 77 SB                          | 7e                                  | Non disputé                 | Non disputé                 | Non disputé      | Non disputé | Éliminées          | Éliminées                          |
| Carmen Avilés Berta Segura Eva Santidrián Blanca Hervás          | Relais 4 × 400 m | 3 min 28 s 29                       | 5e                                  | Non disputé                 | Non disputé                 | Non disputé      | Non disputé | Éliminées          | Éliminées                          |
| María Pérez                                                      | 20 km marche     | Non disputé                         | Non disputé                         | Non disputé                 | Non disputé                 | Non disputé      | Non disputé | 1 h 26 min 19 s SB | Médaille d'argent, Jeux olympiques |
| Cristina Montesinos                                              | 20 km marche     | Non disputé                         | Non disputé                         | Non disputé                 | Non disputé                 | Non disputé      | Non disputé | 1 h 29 min 11 s    | 10e                                |
| Laura García-Caro                                                | 20 km marche     | Non disputé                         | Non disputé                         | Non disputé                 | Non disputé                 | Non disputé      | Non disputé | 1 h 28 min 12 s    | 7e                                 |

| Athlète                | Épreuve           | Qualification | Qualification | Finale      | Finale   |
| Athlète                | Épreuve           | Performance   | Rang          | Performance | Rang     |
| ---------------------- | ----------------- | ------------- | ------------- | ----------- | -------- |
| Fátima Diame           | Saut en longueur  | 6,52 m        | 15e           | Éliminée    | Éliminée |
| Tessy Ebosele          | Saut en longueur  | 6,09 m        | 3e            | Éliminée    | Éliminée |
| Ana Peleteiro-Compaoré | Triple saut       | 14,36 m       | 5e            | 14,59 m     | 6e       |
| María Belén Toimil     | Lancer du poids   | 16,83 m       | 25e           | Éliminée    | Éliminée |
| Yulenmis Aguilar       | Lancer du javelot | 61,95 m       | 9e            | 62,78 m     | 6e       |

#### Mixte
| Athlètes                               | Épreuve            | Finale          | Finale                         |
| Athlètes                               | Épreuve            | Temps           | Rang                           |
| -------------------------------------- | ------------------ | --------------- | ------------------------------ |
| Miguel Ángel López Cristina Montesinos | Marathon de marche | 2 h 56 min 10 s | 9e                             |
| Álvaro Martín María Pérez              | Marathon de marche | 2 h 50 min 31 s | Médaille d'or, Jeux olympiques |

### Aviron
| Athlètes                                     | Compétition                | Série         | Série | Repêchage   | Repêchage   | Demi-finale   | Demi-finale | Finale        | Finale |
| Athlètes                                     | Compétition                | Temps         | Rang  | Temps       | Rang        | Temps         | Rang        | Temps         | Rang   |
| -------------------------------------------- | -------------------------- | ------------- | ----- | ----------- | ----------- | ------------- | ----------- | ------------- | ------ |
| Rodrigo Conde Romeero Aleix García Pujolar   | Deux de couple             | 6 min 16 s 71 | 2e    | Non disputé | Non disputé | 6 min 14 s 91 | 2e          | 6 min 20 s 59 | 5e     |
| Dennis Carracedo Ferrero Caetano Horta Pombo | Deux de couple poids léger | 6 min 28 s 92 | 2e    | Non disputé | Non disputé | 6 min 35 s 05 | 4e          | 6 min 19 s 90 | 8e     |
| Jaime Canalejo Pazos Javier García Ordonez   | Deux sans barreur          | 6 min 32 s 28 | 1er   | Non disputé | Non disputé | 6 min 36 s 30 | 3e          | 6 min 29 s 60 | 5e     |

| Athlète(s)                              | Compétition       | Série         | Série | Repêchage     | Repêchage   | Quart de finale | Quart de finale | Demi-finale   | Demi-finale | Finale        | Finale |
| Athlète(s)                              | Compétition       | Temps         | Rang  | Temps         | Rang        | Temps           | Rang            | Temps         | Rang        | Temps         | Rang   |
| --------------------------------------- | ----------------- | ------------- | ----- | ------------- | ----------- | --------------- | --------------- | ------------- | ----------- | ------------- | ------ |
| Virginia Díaz Rivas                     | Skiff             | 7 min 37 s 20 | 2e    | Non disputé   | Non disputé | 7 min 34 s 01   | 3e              | 7 min 37 s 52 | 6e          | 7 min 34 s 61 | 12e    |
| Esther Briz Zamorano Aina Cid Centelles | Deux sans barreur | 7 min 24 s 09 | 4e    | 7 min 36 s 98 | 2e          | Non disputé     | Non disputé     | 7 min 30 s 36 | 5e          | 7 min 7 s 08  | 7e     |

### Badminton
| Athlète        | Compétition   | Phase de groupes          | Phase de groupes     | Phase de groupes | 8e de finale               | Quarts de finale     | Demi-finale         | Finale / 3e place   | Rang |
| Athlète        | Compétition   | Adversaire Résultat       | Adversaire Résultat  | Rang             | Adversaire Résultat        | Adversaire Résultat  | Adversaire Résultat | Adversaire Résultat | Rang |
| -------------- | ------------- | ------------------------- | -------------------- | ---------------- | -------------------------- | -------------------- | ------------------- | ------------------- | ---- |
| Pablo Abián    | Simple hommes | Nettasinghe V 21-9, 21-19 | Lee D 10-21, 13-21   | 2e du gr. G      | Éliminé                    | Éliminé              | Éliminé             | Éliminé             | 14e  |
| Carolina Marín | Simple dames  | Stadelmann V 21-11, 21-9  | Darragh V 21-5, 21-5 | 1er du gr. L     | Zhang V 12-21, 21-9, 21-18 | Ohori V 21-13, 21-14 | He D 21-14, 10RET-8 | Éliminée            | 4e   |

### Basket-ball
| Épreuve          | Phase de groupe     | Phase de groupe     | Phase de groupe     | Phase de groupe | Quart de finale     | Demi-finale         | Finale / MB         | Rang |
| Épreuve          | Adversaire Résultat | Adversaire Résultat | Adversaire Résultat | Rang            | Adversaire Résultat | Adversaire Résultat | Adversaire Résultat | Rang |
| ---------------- | ------------------- | ------------------- | ------------------- | --------------- | ------------------- | ------------------- | ------------------- | ---- |
| Tournoi masculin | Australie D 80 - 92 | Grèce V 84 - 77     | Canada D 85 - 84    | 4e              | Éliminés            | Éliminés            | Éliminés            | 10e  |

Équipe masculine de basket-ball:
- 2 - Lorenzo Brown : Meneur
- 4 - Jaime Pradilla : Ailier fort
- 5 - Rudy Fernández  : Ailier
- 6 - Xabier López-Arostegui : Ailier
- 7 - Santi Aldama : Ailier fort
- 8 - Darío Brizuela : Arrière
- 9 - Alberto Díaz : Meneur
- 10 - Juancho Hernangómez : Ailier fort
- 14 - Willy Hernangómez : Pivot
- 16 - Usman Garuba : Pivot
- 21 - Álex Abrines : Arrière
- 23 - Sergio Llull : Arrière

| Épreuve         | Phase de groupe     | Phase de groupe       | Phase de groupe     | Phase de groupe | Quart de finale     | Demi-finale         | Finale / MB         | Rang |
| Épreuve         | Adversaire Résultat | Adversaire Résultat   | Adversaire Résultat | Rang            | Adversaire Résultat | Adversaire Résultat | Adversaire Résultat | Rang |
| --------------- | ------------------- | --------------------- | ------------------- | --------------- | ------------------- | ------------------- | ------------------- | ---- |
| Tournoi féminin | Chine V 90 - 89     | Puerto Rico V 63 - 62 | Serbie V 70 - 62    | 1er             | Belgique D 66 - 79  | Éliminées           | Éliminées           | 5e   |

Équipe féminine de basket-ball :
- 4 - Mariona Ortiz : Meneur
- 6 - Laura Gil : Ailier fort
- 7 - Alba Torrens : Ailier
- 8 - María Araújo : Ailier fort
- 9 - Queralt Casas : Ailier
- 10 - Leticia Romero : Meneur
- 11 - Leonor Rodríguez : Arrière
- 12 - Maite Cazorla : Meneur
- 13 - Andrea Vilaró : Ailier
- 17 - Megan Gustafson : Pivot
- 20 - Paula Ginzo : Pivot
- 22 - María Conde : Ailier

| Athlètes                                                                        | Épreuve         | Phase de poules      | Phase de poules     | Phase de poules     | Phase de poules      | Phase de poules     | Phase de poules     | Phase de poules     | Phase de poules | Quart de finale     | Demi-finale          | Finale / MB         | Rang                               |
| Athlètes                                                                        | Épreuve         | Adversaire Résultat  | Adversaire Résultat | Adversaire Résultat | Adversaire Résultat  | Adversaire Résultat | Adversaire Résultat | Adversaire Résultat | Rang            | Adversaire Résultat | Adversaire Résultat  | Adversaire Résultat | Rang                               |
| ------------------------------------------------------------------------------- | --------------- | -------------------- | ------------------- | ------------------- | -------------------- | ------------------- | ------------------- | ------------------- | --------------- | ------------------- | -------------------- | ------------------- | ---------------------------------- |
| Équipe- Vega Gimeno - Gracia Alonso de Armiño - Sandra Provide - Juana Camilión | Tournoi féminin | Azerbaijan V 18 - 16 | France V 17 - 12    | Chine D 11 - 14     | États-Unis D 11 - 17 | Australie V 21 - 17 | Canada V 22 - 20    | Allemagne D 15 - 18 | 2e              | Exemptées           | États-Unis V 18 - 16 | Allemagne D 16 - 17 | Médaille d'argent, Jeux olympiques |

### Boxe
| Athlète               | Catégorie                   | 16e de finale          | 8e de finale        | Quart de finale      | Demi-finale             | Finale              | Rang                                |
| Athlète               | Catégorie                   | Adversaire Résultat    | Adversaire Résultat | Adversaire Résultat  | Adversaire Résultat     | Adversaire Résultat | Rang                                |
| --------------------- | --------------------------- | ---------------------- | ------------------- | -------------------- | ----------------------- | ------------------- | ----------------------------------- |
| Rafael Lozano Serrano | Poids mouches (-51 kg)      | Chotia V 4 - 1         | Alcántara D 2 - 3   | Éliminé              | Éliminé                 | Éliminé             | 5e                                  |
| José Quiles           | Poids plumes (-57 kg)       | Sabyrkhan V 4 - 1      | Khalakov D 0 - 5    | Éliminé              | Éliminé                 | Éliminé             | 5e                                  |
| Oier Ibarreche        | Poids légers (-63,5 kg)     | Mukhammedsabyr D 0 - 5 | Éliminé             | Éliminé              | Éliminé                 | Éliminé             | 17e                                 |
| Enmanuel Reyes Pla    | Poids lourds (-92 kg)       | Non disputé            | Han V 4 - 1         | Schelstraete V 5 - 0 | Alfonso D 1 - 4         | Éliminé             | Médaille de bronze, Jeux olympiques |
| Ayoub Ghadfa          | Poids super-lourds (+92 kg) | Non disputé            | Kunkabayev V 3 - 2  | Chaloyan V 5 - 0     | Aboudou Moindze V 5 - 0 | Jalolov D 0 - 5     | Médaille d'argent, Jeux olympiques  |

| Athlète       | Catégorie              | 16e de finale       | 8e de finale        | Quart de finale     | Demi-finale         | Finale              | Rang |
| Athlète       | Catégorie              | Adversaire Résultat | Adversaire Résultat | Adversaire Résultat | Adversaire Résultat | Adversaire Résultat | Rang |
| ------------- | ---------------------- | ------------------- | ------------------- | ------------------- | ------------------- | ------------------- | ---- |
| Laura Fuertes | Poids mouches (-50 kg) | Herrera D 2 - 3     | Éliminée            | Éliminée            | Éliminée            | Éliminée            | 17e  |

### Canoë-kayak

#### Course en ligne
| Athlète(s)                                                | Compétition | Séries        | Séries | Quarts de finale | Quarts de finale | Demi-finale   | Demi-finale | Finale A, B, C | Finale A, B, C                      |
| Athlète(s)                                                | Compétition | Temps         | Rang   | Temps            | Rang             | Temps         | Rang        | Temps          | Rang                                |
| --------------------------------------------------------- | ----------- | ------------- | ------ | ---------------- | ---------------- | ------------- | ----------- | -------------- | ----------------------------------- |
| Pablo Crespo                                              | C1 1 000 m  | 4 min 5 s 05  | 5e     | 3 min 50 s 24    | 2e               | 4 min 3 s 04  | 8e          | 3 min 50 s 54  | 12e                                 |
| Diego Domínguez Joan Antoni Moreno                        | C2 500 m    | 1 min 37 s 78 | 2e     | Exemptés         | Exemptés         | 1 min 40 s 23 | 4e          | 1 min 41 s 18  | Médaille de bronze, Jeux olympiques |
| Francisco Cubelos                                         | K1 1 000 m  | 3 min 28 s 40 | 3e     | 3 min 33 s 74    | 2e               | 3 min 30 s 52 | 5e          | 3 min 28 s 10  | 11e                                 |
| Adrian del Rio                                            | K1 1 000 m  | 3 min 33 s 81 | 5e     | 3 min 30 s 39    | 1er              | 3 min 31 s 07 | 6e          | 3 min 29 s 42  | 12e                                 |
| Carlos Arévalo Rodrigo Germade                            | K2 500 m    | 1 min 28 s 85 | 2e     | Exemptés         | Exemptés         | 1 min 28 s 49 | 5e          | 1 min 30 s 08  | 9e                                  |
| Adrián del Río Marcus Walz                                | K2 500 m    | 1 min 35 s 26 | 3e     | 1 min 29 s 12    | 1er              | 1 min 27 s 24 | 2e          | 1 min 27 s 38  | 4e                                  |
| Carlos Arévalo Saúl Craviotto Rodrigo Germade Marcus Walz | K4 500 m    | 1 min 20 s 60 | 2e     | Exemptés         | Exemptés         | 1 min 19 s 98 | 3e          | 1 min 20 s 05  | Médaille de bronze, Jeux olympiques |

| Athlète(s)                                                      | Compétition | Séries        | Séries | Quarts de finale | Quarts de finale | Demi-finale   | Demi-finale | Finales A, B, C | Finales A, B, C |
| Athlète(s)                                                      | Compétition | Temps         | Rang   | Temps⁹           | Rang             | Temps         | Rang        | Temps           | Rang            |
| --------------------------------------------------------------- | ----------- | ------------- | ------ | ---------------- | ---------------- | ------------- | ----------- | --------------- | --------------- |
| María Corbera                                                   | C1 200 m    | 47 s 74       | 2e     | Exemptée         | Exemptée         | 45 s 78       | 5e          | 45 s 45         | 9e              |
| Antía Jácome                                                    | C1 200 m    | 47 s 35       | 2e     | Exemptée         | Exemptée         | 51 s 40       | 3e          | 44 s 78         | 4e              |
| María Corbera Antía Jácome                                      | C2 500 m    | 1 min 55 s 63 | 2e     | Exemptée         | Exemptée         | 1 min 56 s 55 | 2e          | 1 min 56 s 65   | 6e              |
| Estefanía Fernández                                             | K1 500 m    | 1 min 54 s 74 | 6e     | 1 min 51 s 24    | 2e               | 1 min 56 s 20 | 7e          | Éliminée        | Éliminée        |
| Begoña Lazkano                                                  | K1 500 m    | 1 min 55 s 54 | 4e     | 1 min 53 s 83    | 4e               | 1 min 52 s 87 | 7e          | Éliminée        | Éliminée        |
| Carolina García Sara Ouzande                                    | K2 500 m    | 1 min 49 s 01 | 5e     | 1 min 42 s 03    | 3e               | 1 min 40 s 23 | 6e          | NPT             | 16e             |
| Estefanía Fernández Carolina García Sara Ouzande Teresa Portela | K4 500 m    | 1 min 32 s 92 | 2e     | Non disputé      | Non disputé      | Exemptées     | Exemptées   | 1 min 34 s 51   | 6e              |

#### Slalom
| Athlète           | Compétition | Éliminatoires | Éliminatoires | Éliminatoires | Éliminatoires | Éliminatoires  | Éliminatoires | Demi-finales | Demi-finales | Finale   | Finale                              |
| Athlète           | Compétition | Manche 1      | Manche 1      | Manche 2      | Manche 2      | Meilleur temps | Rang          | Demi-finales | Demi-finales | Finale   | Finale                              |
| Athlète           | Compétition | Temps         | Rang          | Temps         | Rang          | Meilleur temps | Rang          | Temps        | Rang         | Temps    | Rang                                |
| ----------------- | ----------- | ------------- | ------------- | ------------- | ------------- | -------------- | ------------- | ------------ | ------------ | -------- | ----------------------------------- |
| Miquel Travé      | C1 hommes   | 92 s 19       | 5e            | 143 s 45      | 18e           | 92 s 19        | 6e            | 96 s 69      | 2e           | 97 s 92  | 5e                                  |
| Pau Echaniz       | K1 hommes   | 87 s 84       | 9e            | 88 s 37       | 7e            | 87 s 84        | 12e           | 96 s 11      | 12e          | 88 s 87  | Médaille de bronze, Jeux olympiques |
| Miren Lazkano     | C1 femmes   | 109 s 49      | 10e           | 113 s 60      | 15e           | 109 s 49       | 15e           | 114 s 27     | 10e          | 116 s 97 | 10e                                 |
| Maialen Chourraut | K1 femmes   | 101 s 06      | 17e           | 96 s 33       | 11e           | 96 s 33        | 13e           | 106 s 21     | 11e          | 157 s 67 | 12e                                 |

| Athlète           | Compétition | Contre-la-montre | Contre-la-montre | Repêchage | Éliminatoire | Quarts de finale | Demi- finale | Finale   | Rang |
| Athlète           | Compétition | Temps            | Rang             | Rang      | Rang         | Rang             | Rang         | Rang     | Rang |
| ----------------- | ----------- | ---------------- | ---------------- | --------- | ------------ | ---------------- | ------------ | -------- | ---- |
| Manuel Ochoa      | KX1 hommes  | 68 s 66          | 10e              | Exempté   | 1er          | 4e               | Éliminé      | Éliminé  | 14e  |
| Miquel Travé      | KX1 hommes  | 68 s 70          | 11e              | 1er       | 4e           | Éliminé          | Éliminé      | Éliminé  | 25e  |
| Maialen Chourraut | KX1 femmes  | 75 s 23          | 19e              | 3e        | 2e           | 3e               | Éliminée     | Éliminée | 12e  |
| Miren Lazkano     | KX1 femmes  | 74 s 77          | 15e              | 1er       | 3e           | Éliminée         | Éliminée     | Éliminée | 17e  |

### Cyclisme

#### Piste
| Athlète       | Compétition | Scratch | Scratch | Course tempo | Course tempo | Élimination | Élimination | Course aux points | Course aux points | Total | Rang |
| Athlète       | Compétition | Points  | Rang    | Points       | Rang         | Points      | Rang        | Points            | Rang              | Total | Rang |
| ------------- | ----------- | ------- | ------- | ------------ | ------------ | ----------- | ----------- | ----------------- | ----------------- | ----- | ---- |
| Albert Torres | Hommes      | 26      | 8e      | 28           | 7e           | 16          | 13e         | 57                | 3e                | 127   | 4e   |

| Athlètes                     | Épreuve | Points | Tours | Rang |
| ---------------------------- | ------- | ------ | ----- | ---- |
| Sebastian Mora Albert Torres | Hommes  | 15     | -20   | 8e   |

#### Route
| Athlète       | Compétition      | Temps           | Rang |
| ------------- | ---------------- | --------------- | ---- |
| Alex Aranburu | Course en ligne  | 6 h 21 min 47 s | 18e  |
| Juan Ayuso    | Course en ligne  | 6 h 21 min 54 s | 22e  |
| Oier Lazkano  | Course en ligne  | 6 h 23 min 16 s | 35e  |
| Oier Lazkano  | Contre-la-montre | 39 min 8 s 86   | 26e  |

| Athlète       | Compétition      | Temps           | Rang |
| ------------- | ---------------- | --------------- | ---- |
| Mavi García   | Course en ligne  | 4 h 0 min 46 s  | 6e   |
| Mireia Benito | Course en ligne  | 4 h 10 min 20 s | 63e  |
| Mireia Benito | Contre-la-montre | 43 min 48 s 10  | 22e  |

#### VTT
| Athlète       | Compétition | Temps           | Rang |
| ------------- | ----------- | --------------- | ---- |
| Jofre Cullell | Hommes      | 1 h 32 min 13 s | 24e  |
| David Valero  | Hommes      | 1 h 28 min 49 s | 10e  |

### Équitation
| Athlète(s)                                             | Cheval            | Compétition | Grand Prix | Grand Prix | Grand Prix Spécial | Grand Prix Spécial | Grand Prix Spécial | Grand Prix Libre | Grand Prix Libre | Grand Prix Libre | Total    | Total    |
| Athlète(s)                                             | Cheval            | Compétition | Points     | Rang       | Points             | Total              | Rang               | Technique        | Artistique       | Rang             | Points   | Rang     |
| ------------------------------------------------------ | ----------------- | ----------- | ---------- | ---------- | ------------------ | ------------------ | ------------------ | ---------------- | ---------------- | ---------------- | -------- | -------- |
| Borja Carrascosa                                       | Frizzantino FRH   | Individuel  | 70,823     | 28e        | Non disputé        | Non disputé        | Non disputé        | Éliminé          | Éliminé          | Éliminé          | Éliminé  | Éliminé  |
| Claudio Castilla                                       | Hi Rico Do Sobral | Individuel  | 69,829     | 36e        | Non disputé        | Non disputé        | Non disputé        | Éliminé          | Éliminé          | Éliminé          | Éliminé  | Éliminé  |
| Juan Antonio Jiménez                                   | Euclides Mor      | Individuel  | 60,031     | 59e        | Non disputé        | Non disputé        | Non disputé        | Éliminé          | Éliminé          | Éliminé          | Éliminé  | Éliminé  |
| Borja Carrascosa Claudio Castilla Juan Antonio Jiménez | Voir ci-haut      | Équipe      | 200,683    | 13e        | Éliminés           | Éliminés           | Éliminés           | Non disputé      | Non disputé      | Non disputé      | Éliminés | Éliminés |

| Athlète(s)                                                    | Cheval                             | Compétition | Qualification | Qualification | Qualification | Qualification | Qualification | Finale    | Finale    | Finale    | Finale   | Finale   |
| Athlète(s)                                                    | Cheval                             | Compétition | Pénalités     | Pénalités     | Pénalités     | Temps         | Rang          | Pénalités | Pénalités | Pénalités | Temps    | Rang     |
| Athlète(s)                                                    | Cheval                             | Compétition | Saut          | Temps         | Total         | Temps         | Rang          | Saut      | Temps     | Total     | Temps    | Rang     |
| ------------------------------------------------------------- | ---------------------------------- | ----------- | ------------- | ------------- | ------------- | ------------- | ------------- | --------- | --------- | --------- | -------- | -------- |
| Eduardo Álvarez Aznar                                         | Rockfeller de Pleville Bois Margot | Individuel  | RT            | RT            | RT            | RT            | RT            | RT        | RT        | RT        | RT       | RT       |
| Ismael García Roque                                           | Tirano                             | Individuel  | 4             | 0             | 4             | 76 s 97       | 39e           | Éliminé   | Éliminé   | Éliminé   | Éliminé  | Éliminé  |
| Sergio Álvarez Moya                                           | Puma HS                            | Individuel  | 12            | 1             | 13            | 79 s 75       | 60e           | Éliminé   | Éliminé   | Éliminé   | Éliminé  | Éliminé  |
| Eduardo Álvarez Aznar Ismael García Roque Sergio Álvarez Moya | Voir ci-haut                       | Équipe      | 8 4           | 0 1 0         | 8 9 4         | 231 s 90      | 11e           | Éliminés  | Éliminés  | Éliminés  | Éliminés | Éliminés |

| Athlète               | Cheval          | Compétition | Dressage  | Dressage | Cross-country | Cross-country | Saut d'obstacles | Saut d'obstacles | Saut d'obstacles | Saut d'obstacles | Total     | Total |
| Athlète               | Cheval          | Compétition | Dressage  | Dressage | Cross-country | Cross-country | Qualification    | Qualification    | Finale           | Finale           | Total     | Total |
| Athlète               | Cheval          | Compétition | Pénalités | Rang     | Pénalités     | Rang          | Pénalités        | Rang             | Pénalités        | Rang             | Pénalités | Rang  |
| --------------------- | --------------- | ----------- | --------- | -------- | ------------- | ------------- | ---------------- | ---------------- | ---------------- | ---------------- | --------- | ----- |
| Esteban Benítez Valle | Taraje CP 21.10 | Individuel  | 39,90     | 58e      | 29,00         | 50e           | 29,20            | 49e              | Éliminé          | Éliminé          | 98,10     | 49e   |
| Carlos Díaz Fernández | Utrera AA 35 1  | Individuel  | 30,20     | 24e      | 17,60         | 35e           | ABN              | ABN              | ABN              | ABN              | ABN       | ABN   |

### Escalade
| Athlète             | Compétition | Qualification (temps) | Qualification (temps) | Qualification (duel)           | Quart de finale            | Demi-finale         | Finale              | Rang |
| Athlète             | Compétition | Temps                 | Rang                  | Adversaire Résultat            | Adversaire Résultat        | Adversaire Résultat | Adversaire Résultat | Rang |
| ------------------- | ----------- | --------------------- | --------------------- | ------------------------------ | -------------------------- | ------------------- | ------------------- | ---- |
| Leslie Romero Pérez | Femmes      | 6 s 89                | 8e                    | Sallsabillah V 7 s 26 - tombée | Mirosław D 7 s 05 - 6 s 35 | Éliminée            | Éliminée            | 8e   |

| Athlète             | Compétition | Demi-finale | Demi-finale | Demi-finale | Demi-finale | Demi-finale | Demi-finale | Demi-finale | Demi-finale | Demi-finale | Demi-finale | Finale | Finale | Finale | Finale | Finale | Finale | Finale     | Finale     | Finale | Finale |
| Athlète             | Compétition | Bloc        | Bloc        | Bloc        | Bloc        | Bloc        | Bloc        | Difficulté  | Difficulté  | Total       | Rang        | Bloc   | Bloc   | Bloc   | Bloc   | Bloc   | Bloc   | Difficulté | Difficulté | Total  | Rang   |
| Athlète             | Compétition | 1er         | 2e          | 3e          | 4e          | Points      | Rang        | Points      | Rang        | Total       | Rang        | 1er    | 2e     | 3e     | 4e     | Points | Rang   | Points     | Rang       | Total  | Rang   |
| ------------------- | ----------- | ----------- | ----------- | ----------- | ----------- | ----------- | ----------- | ----------- | ----------- | ----------- | ----------- | ------ | ------ | ------ | ------ | ------ | ------ | ---------- | ---------- | ------ | ------ |
| Alberto Ginés López | Hommes      | 9.9         | 9.7         | 4.1         | 5.0         | 28.7        | 14e         | 72.0        | 1er         | 100.7       | 4e          | 0.0    | 4.7    | 9.8    | 9.6    | 24.1   | 7e     | 92.1       | 3e         | 116.2  | 7e     |

### Escrime
| Athlète         | Compétition      | 32e de finale       | 16e de finale       | 8e de finale        | Quarts de finale    | Demi-finale         | Finale              | Rang |
| Athlète         | Compétition      | Adversaire Résultat | Adversaire Résultat | Adversaire Résultat | Adversaire Résultat | Adversaire Résultat | Adversaire Résultat | Rang |
| --------------- | ---------------- | ------------------- | ------------------- | ------------------- | ------------------- | ------------------- | ------------------- | ---- |
| Carlos Llavador | Fleuret masculin | Ha V 15 - 13        | Hamza D 12 - 15     | Éliminé             | Éliminé             | Éliminé             | Éliminé             | 14e  |

| Athlète                | Compétition      | 32e de finale       | 16e de finale       | 8e de finale        | Quarts de finale    | Demi-finale         | Finale              | Rang |
| Athlète                | Compétition      | Adversaire Résultat | Adversaire Résultat | Adversaire Résultat | Adversaire Résultat | Adversaire Résultat | Adversaire Résultat | Rang |
| ---------------------- | ---------------- | ------------------- | ------------------- | ------------------- | ------------------- | ------------------- | ------------------- | ---- |
| Lucía Martín-Portugués | Sabre individuel | Márton D 8 - 15     | Éliminée            | Éliminée            | Éliminée            | Éliminée            | Éliminée            | 17e  |

### Football
| Athlètes | Épreuve          | Éliminatoires       | Éliminatoires                       | Éliminatoires       | Éliminatoires | Quart de finale     | Demi-finale         | Finale / MB         | Rang                           |
| Athlètes | Épreuve          | Adversaire Résultat | Adversaire Résultat                 | Adversaire Résultat | Rang          | Adversaire Résultat | Adversaire Résultat | Adversaire Résultat | Rang                           |
| -------- | ---------------- | ------------------- | ----------------------------------- | ------------------- | ------------- | ------------------- | ------------------- | ------------------- | ------------------------------ |
| Équipe   | Tournoi masculin | Ouzbékistan V 2 - 1 | République dominicaine (en) V 3 - 1 | Égypte D 1 - 2      | 2e du gr. C   | Japon V 3 - 0       | Maroc V 2 - 1       | France V 5 - 3      | Médaille d'or, Jeux olympiques |

Équipe masculine de football :
- 1	- Arnau Tenas : Gardien
- 2	- Marc Pubill : Défenseur
- 3 - Juan Miranda : Défenseur
- 4	- Eric García : Défenseur
- 5	- Pau Cubarsí : Défenseur
- 6	- Pablo Barrios : Milieu de terrain
- 7	- Diego López : Attaquant
- 8	- Beñat Turrientes : Milieu de terrain
- 9	- Abel Ruiz  : Attaquant
- 10 - Álex Baena : Milieu de terrain
- 11 - Fermín López : Attaquant
- 12 - Jon Pacheco : Défenseur
- 13 - Joan García : Gardien
- 14 - Aimar Oroz : Milieu de terrain
- 15 - Miguel Gutiérrez : Défenseur
- 16 - Adrián Bernabé : Milieu de terrain
- 17 - Sergio Gómez : Attaquant
- 18 - Samu Omorodion : Attaquant
- 19 - Cristhian Mosquera : Défenseur
- 20 - Juanlu Sánchez : Défenseur
- 21 - Sergio Camello : Attaquant
- 22 - Alejandro Iturbe : Gardien

| Épreuve         | Éliminatoires       | Éliminatoires       | Éliminatoires       | Éliminatoires | Quart de finale            | Demi-finale         | Finale / MB         | Rang |
| Épreuve         | Adversaire Résultat | Adversaire Résultat | Adversaire Résultat | Rang          | Adversaire Résultat        | Adversaire Résultat | Adversaire Résultat | Rang |
| --------------- | ------------------- | ------------------- | ------------------- | ------------- | -------------------------- | ------------------- | ------------------- | ---- |
| Tournoi féminin | Japon V 2 - 1       | Nigeria V 1 - 0     | Brésil V 2 - 0      | 1er           | Colombie V 2 - 2 (4-2) tab | Brésil D 2 - 4      | Allemagne D 0 - 1   | 4e   |

Équipe féminine de football :
- 1 - Misa Rodríguez : Gardienne
- 2 - Ona Batlle : Défenseur
- 3 - Teresa Abelleira : Milieu de terrain
- 4 - Irene Paredes  : Défenseur
- 5 - Oihane Hernández : Défenseur
- 6 - Aitana Bonmatí : Milieu de terrain
- 7 - Athenea del Castillo : Milieu de terrain
- 8 - Mariona Caldentey : Attaquante
- 9 - Salma Paralluelo : Attaquante
- 10 - Jenni Hermoso : Attaquante
- 11 - Alexia Putellas : Milieu de terrain
- 12 - Patricia Guijarro : Milieu de terrain
- 13 - Cata Coll : Gardienne
- 14 - Laia Aleixandri : Défenseur
- 15 - Eva Navarro : Attaquante
- 16 - Laia Codina : Défenseur
- 17 - Lucía García : Attaquante
- 18 - Olga Carmona : Défenseur
- 19 - Vicky López : Milieu de terrain
- 20 - María Méndez : Défenseur
- 21 - Alba Redondo : Attaquante
- 22 - Elene Lete : Gardienne

### Golf
| Athlète         | Épreuve | 1er tour | 2e tour | 3e tour | 4e tour | Total | Total | Total |
| Athlète         | Épreuve | Points   | Points  | Points  | Points  | Total | Par   | Rang  |
| --------------- | ------- | -------- | ------- | ------- | ------- | ----- | ----- | ----- |
| David Puig      | Hommes  | 69       | 69      | 70      | 75      | 283   | -1    | T40   |
| Jon Rahm        | Hommes  | 67       | 66      | 66      | 70      | 269   | -15   | T5    |
| Azahara Muñoz   | Femmes  | 78       | 69      | 69      | 69      | 285   | -3    | T13   |
| Carlota Ciganda | Femmes  | 73       | 78      | 75      | 75      | 301   | +13   | T49   |

### Gymnastique

#### Gymnastique artistique
| Athlète          | Qualifications | Qualifications | Qualifications | Qualifications | Qualifications    | Qualifications | Qualifications | Qualifications | Finale   | Finale         | Finale   | Finale   | Finale            | Finale     | Finale   | Finale   |
| Athlète          | Agrès          | Agrès          | Agrès          | Agrès          | Agrès             | Agrès          | Total          | Rang           | Agrès    | Agrès          | Agrès    | Agrès    | Agrès             | Agrès      | Total    | Rang     |
| Athlète          | Sol            | Cheval d'arçon | Anneaux        | Saut           | Barres parallèles | Barre fixe     | Total          | Rang           | Sol      | Cheval d'arçon | Anneaux  | Saut     | Barres parallèles | Barre fixe | Total    | Rang     |
| ---------------- | -------------- | -------------- | -------------- | -------------- | ----------------- | -------------- | -------------- | -------------- | -------- | -------------- | -------- | -------- | ----------------- | ---------- | -------- | -------- |
| Néstor Abad      | 14,000         | 13,166         | 13,600         | 14,500         | 10,766            | 13,300         | 79,332         | 35e            | Éliminés | Éliminés       | Éliminés | Éliminés | Éliminés          | Éliminés   | Éliminés | Éliminés |
| Thierno Diallo   | -              | 11,866         | -              | -              | 12,966            | 12,933         | -              | -              | Éliminés | Éliminés       | Éliminés | Éliminés | Éliminés          | Éliminés   | Éliminés | Éliminés |
| Nicolau Mir      | 13,666         | 12,666         | 12,966         | 12,733         | 7,466             | 13,333         | 72,730         | 44e            | Éliminés | Éliminés       | Éliminés | Éliminés | Éliminés          | Éliminés   | Éliminés | Éliminés |
| Joel Plata       | 14,166         | 13,566         | 13,433         | 12,933         | 12,433            | 13,666         | 80,197         | 27e            | Éliminés | Éliminés       | Éliminés | Éliminés | Éliminés          | Éliminés   | Éliminés | Éliminés |
| Rayderley Zapata | 14,600         | -              | 13,900         | 14,300         | -                 | -              | -              | -              | Éliminés | Éliminés       | Éliminés | Éliminés | Éliminés          | Éliminés   | Éliminés | Éliminés |
| Total            | 42,766         | 39,398         | 40,933         | 41,733         | 36,165            | 40,299         | 241,294        | 12e            | Éliminés | Éliminés       | Éliminés | Éliminés | Éliminés          | Éliminés   | Éliminés | Éliminés |

| Athlète          | Compétition | Qualifications | Qualifications | Qualifications | Qualifications | Qualifications    | Qualifications | Qualifications | Qualifications | Finale | Finale         | Finale  | Finale | Finale            | Finale     | Finale | Finale |
| Athlète          | Compétition | Agrès          | Agrès          | Agrès          | Agrès          | Agrès             | Agrès          | Total          | Rang           | Agrès  | Agrès          | Agrès   | Agrès  | Agrès             | Agrès      | Total  | Rang   |
| Athlète          | Compétition | Sol            | Cheval d'arçon | Anneaux        | Saut           | Barres parallèles | Barre fixe     | Total          | Rang           | Sol    | Cheval d'arçon | Anneaux | Saut   | Barres parallèles | Barre fixe | Total  | Rang   |
| ---------------- | ----------- | -------------- | -------------- | -------------- | -------------- | ----------------- | -------------- | -------------- | -------------- | ------ | -------------- | ------- | ------ | ----------------- | ---------- | ------ | ------ |
| Rayderley Zapata | Sol         | 14,600         | -              | -              | -              | -                 | -              | -              | 3e             | 14,333 | -              | -       | -      | -                 | -          | -      | 7e     |

| Athlète         | Compétition      | Qualifications | Qualifications      | Qualifications | Qualifications | Qualifications | Qualifications | Finale    | Finale              | Finale    | Finale    | Finale    | Finale    |
| Athlète         | Compétition      | Agrès          | Agrès               | Agrès          | Agrès          | Total          | Rang           | Agrès     | Agrès               | Agrès     | Agrès     | Total     | Rang      |
| Athlète         | Compétition      | Saut           | Barres asymétriques | Poutre         | Sol            | Total          | Rang           | Saut      | Barres asymétriques | Poutre    | Sol       | Total     | Rang      |
| --------------- | ---------------- | -------------- | ------------------- | -------------- | -------------- | -------------- | -------------- | --------- | ------------------- | --------- | --------- | --------- | --------- |
| Laura Casabuena | Concours général | 13,033         | 13,066              | 13,133         | 12,166         | 51,398         | 35e            | Éliminées | Éliminées           | Éliminées | Éliminées | Éliminées | Éliminées |
| Ana Pérez       | Concours général | 12,866         | 13,066              | 13,033         | 11,80p         | 50,765         | 45e            | Éliminées | Éliminées           | Éliminées | Éliminées | Éliminées | Éliminées |
| Alba Petisco    | Concours général | 11,800         | 13,466              | 13,400         | 12,633         | 51,299         | 36e            | Éliminées | Éliminées           | Éliminées | Éliminées | Éliminées | Éliminées |

#### Gymnastique rythmique
| Athlète         | Qualification | Qualification | Qualification | Qualification | Qualification | Qualification | Finale    | Finale    | Finale    | Finale    | Finale    | Finale    |
| Athlète         |               |               |               |               | Total         | Rang          |           |           |           |           | Total     | Rang      |
| --------------- | ------------- | ------------- | ------------- | ------------- | ------------- | ------------- | --------- | --------- | --------- | --------- | --------- | --------- |
| Alba Bautista   | 31,100        | 28,100        | 30,800        | 27,650        | 117,650       | 20e           | Éliminées | Éliminées | Éliminées | Éliminées | Éliminées | Éliminées |
| Polina Berezina | 29,700        | 32,750        | 32,450        | 30,200        | 125,100       | 15e           | Éliminées | Éliminées | Éliminées | Éliminées | Éliminées | Éliminées |

| Athlètes                                                          | Qualification | Qualification | Qualification | Qualification | Finale    | Finale    | Finale    | Finale    |
| Athlètes                                                          | 5             | 3 + 2         | Total         | Rang          | 5         | 3 + 2     | Total     | Rang      |
| ----------------------------------------------------------------- | ------------- | ------------- | ------------- | ------------- | --------- | --------- | --------- | --------- |
| Ana Arnau Inés Bergua Mireia Martínez Patricia Pérez Salma Solaun | 30,400        | 30,000        | 60,400        | 10e           | Éliminées | Éliminées | Éliminées | Éliminées |

#### Trampoline
| Athlète      | Compétition       | Qualifications  | Qualifications | Qualifications | Qualifications | Finale        | Finale   |
| Athlète      | Compétition       | Routine imposée | Routine libre  | Meilleure note | Rang           | Routine libre | Rang     |
| ------------ | ----------------- | --------------- | -------------- | -------------- | -------------- | ------------- | -------- |
| David Vega   | Concours masculin | 55,620          | 28,160         | 55,620         | 14e            | Éliminé       | Éliminé  |
| Noemí Romero | Concours féminin  | 17,340          | 54,250         | 54,250         | 9e             | Éliminée      | Éliminée |

### Handball
| Athlètes | Épreuve          | Tour préliminaire   | Tour préliminaire   | Tour préliminaire   | Tour préliminaire   | Tour préliminaire   | Tour préliminaire | Quart de finale     | Demi-finale         | Finale / MB         | Rang                                |
| Athlètes | Épreuve          | Adversaire Résultat | Adversaire Résultat | Adversaire Résultat | Adversaire Résultat | Adversaire Résultat | Rang              | Adversaire Résultat | Adversaire Résultat | Adversaire Résultat | Rang                                |
| -------- | ---------------- | ------------------- | ------------------- | ------------------- | ------------------- | ------------------- | ----------------- | ------------------- | ------------------- | ------------------- | ----------------------------------- |
| Équipe   | Tournoi masculin | Slovénie V 25 - 22  | Suède D 26 - 29     | Japon V 37 - 33     | Allemagne D 31 - 33 | Croatie V 32 - 31   | 3e du gr. A       | Égypte V 29 - 28    | Allemagne D 24 - 25 | Slovénie V 23 - 22  | Médaille de bronze, Jeux olympiques |

Équipe masculine de handball :
- 1 - Gonzalo Pérez de Vargas : Gardien
- 5 - Jorge Maqueda : Arrière droit
- 10 - Alex Dujshebaev : Arrière droit
- 12 - Rodrigo Corrales : Gardien
- 17 - Adrià Figueras : Pivot
- 18 - Imanol Garciandia : Arrière droit
- 20 - Abel Serdio : Pivot
- 25 - Agustín Casado : Arrière gauche
- 28 - Aleix Gómez : Ailier droit
- 36 - Ian Tarrafeta : Demi-centre
- 51 - Miguel Sánchez-Migallón : Ailier gauche
- 59 - Daniel Dujshebaev : Arrière gauche
- 62 - Kauldi Odriozola : Ailier droit
- 70 - Daniel Fernández : Ailier gauche
- 99 - Javier Rodríguez : Pivot

| Épreuve         | Tour préliminaire   | Tour préliminaire   | Tour préliminaire   | Tour préliminaire   | Tour préliminaire   | Tour préliminaire | Quart de finale     | Demi-finale         | Finale / MB         | Rang |
| Épreuve         | Adversaire Résultat | Adversaire Résultat | Adversaire Résultat | Adversaire Résultat | Adversaire Résultat | Rang              | Adversaire Résultat | Adversaire Résultat | Adversaire Résultat | Rang |
| --------------- | ------------------- | ------------------- | ------------------- | ------------------- | ------------------- | ----------------- | ------------------- | ------------------- | ------------------- | ---- |
| Tournoi féminin | Espagne D 18 - 29   | Angola D 21 - 26    | Pays-Bas D 24 - 29  | Hongrie D 24 - 27   | France D 24 - 32    | 6e du gr. B       | Éliminées           | Éliminées           | Éliminées           | 12e  |

Équipe féminine de handball :
- 1	- Nicole Wiggins : Gardienne
- 2	- Marta López : Ailier droit
- 6 - Carmen Campos : Demi-centre
- 8	- Silvia Arderíus : Demi-centre
- 15 - Maitane Etxeberria : Ailier droit
- 16 - Mercedes Castellanos : Gardienne
- 17 - Jennifer Gutiérrez : Ailier gauche
- 22 - Lara González Ortega : Arrière gauche
- 23 - Paula Arcos : Arrière droit
- 24 - Lysa Tchaptchet : Pivot
- 33 - Kaba Gassama : Pivot
- 34 - Alicia Fernández : Demi-centre
- 58 - María Prieto O'Mullony : Arrière droit
- 86 - Alexandrina Cabral : Arrière gauche
- 99 - Mireya González : Arrière droit

### Hockey sur gazon
| Épreuve          | Phase éliminatoire      | Phase éliminatoire  | Phase éliminatoire  | Phase éliminatoire     | Phase éliminatoire  | Phase éliminatoire | Quart de finale     | Demi-finale         | Finale / MB         | Rang |
| Épreuve          | Adversaire Résultat     | Adversaire Résultat | Adversaire Résultat | Adversaire Résultat    | Adversaire Résultat | Rang               | Adversaire Résultat | Adversaire Résultat | Adversaire Résultat | Rang |
| ---------------- | ----------------------- | ------------------- | ------------------- | ---------------------- | ------------------- | ------------------ | ------------------- | ------------------- | ------------------- | ---- |
| Tournoi masculin | Grande-Bretagne D 0 - 4 | Allemagne V 2 - 0   | France N 3 - 3      | Afrique du Sud V 3 - 0 | Pays-Bas D 5 - 3    | 4e du gr. A        | Belgique V 3 - 2    | Pays-Bas D 0 - 4    | Inde D 1 - 2        | 4e   |

Équipe masculine de hockey sur gazon :
- 2	- Alejandro Alonso : Défenseur
- 5	- Jordi Bonastre : Défenseur
- 6	- Xavier Gispert : Défenseur
- 7	- Rafael Vilallonga : Attaquant
- 8 - Pepe Cunill : Milieu de terrain
- 9	- Álvaro Iglesias  : Attaquant
- 10 - José Basterra : Attaquant
- 11 - Gerard Clapés : Milieu de terrain
- 12 - Marc Reyné : Attaquant
- 14 - Marc Miralles : Milieu de terrain
- 15 - Luis Calzado : Gardien
- 17 - Marc Recasens : Défenseur
- 18 - Joaquín Menini : Milieu de terrain
- 19 - Marc Vizcaino
- 21 - Borja Lacalle : Attaquant
- 23 - Eduard de Ignacio-Simó : Milieu de terrain
- 24 - Ignacio Rodríguez : Défenseur
- 26 - Bruno Font : Attaquant

| Épreuve         | Phase éliminatoire      | Phase éliminatoire  | Phase éliminatoire  | Phase éliminatoire     | Phase éliminatoire  | Phase éliminatoire | Quart de finale     | Demi-finale         | Finale / MB         | Rang |
| Épreuve         | Adversaire Résultat     | Adversaire Résultat | Adversaire Résultat | Adversaire Résultat    | Adversaire Résultat | Rang               | Adversaire Résultat | Adversaire Résultat | Adversaire Résultat | Rang |
| --------------- | ----------------------- | ------------------- | ------------------- | ---------------------- | ------------------- | ------------------ | ------------------- | ------------------- | ------------------- | ---- |
| Tournoi féminin | Grande-Bretagne V 2 - 1 | États-Unis N 1 - 1  | Argentine D 1 - 2   | Afrique du Sud V 1 - 0 | Australie D 1 - 3   | 3e du gr. B        | Belgique D 0 - 2    | Éliminées           | Éliminées           | 7e   |

Équipe féminine de hockey sur gazon :
- 2	- Laura Barrios : Défenseur
- 4	- Sara Barrios : Attaquante
- 7	- Júlia Strappato : Milieu de terrain
- 8	- Lucía Jiménez : Milieu de terrain
- 9	- María López García  : Défenseur
- 10 - Belén Iglesias : Attaquante
- 11 - Marta Segú : Attaquante
- 13 - Constanza Amundson : Défenseur
- 14 - Blanca Pérez : Attaquante
- 17 - Lola Riera : Défenseur
- 19 - Begoña García : Attaquante
- 20 - Xantal Giné : Défenseur
- 21 - Beatriz Pérez : Milieu de terrain
- 24 - Alejandra Torres-Quevedo : Milieu de terrain
- 26 - Clara Pérez : Gardienne
- 30 - Patricia Álvarez : Attaquante

### Judo
| Athlète                 | Catégorie       | 16e de finale         | 8e de finale          | Quart de finale     | Demi-finale         | Repêchage           | Finale / CB             | Rang                                |
| Athlète                 | Catégorie       | Adversaire Résultat   | Adversaire Résultat   | Adversaire Résultat | Adversaire Résultat | Adversaire Résultat | Adversaire Résultat     | Rang                                |
| ----------------------- | --------------- | --------------------- | --------------------- | ------------------- | ------------------- | ------------------- | ----------------------- | ----------------------------------- |
| Francisco Garrigós      | Moins de 60 kg  | Exempté               | Verstraeten V 01 - 00 | Nagayama V 10 - 00  | Smetov D 00 - 10    | Non disputé         | Sardalashvili V 01 - 00 | Médaille de bronze, Jeux olympiques |
| David García Torné      | Moins de 66 kg  | Kyrgyzbayev D 00 - 01 | Éliminé               | Éliminé             | Éliminé             | Éliminé             | Éliminé                 | 17e                                 |
| Salvador Cases Roca     | Moins de 73 kg  | Njie V 10 - 00        | Batzaya D 00 - 01     | Éliminé             | Éliminé             | Éliminé             | Éliminé                 | 9e                                  |
| Tristani Mosakhlishvili | Moins de 90 kg  | Ustopiriyon V 01 - 00 | Sherov V 10 - 00      | Macedo V 01 - 00    | Bekauri D 00 - 10   | Non disputé         | Tselídis D 00 - 01      | 5e                                  |
| Nikoloz Sherazadishvili | Moins de 100 kg | Exempté               | Veg V 10 - 01         | Eich D 00 - 01      | Non disputé         | Wolf V 10 - 00      | Turoboyev D 00 - 10     | 5e                                  |

| Athlète                 | Catégorie      | 16e de finale          | 8e de finale        | Quart de finale        | Demi-finale         | Repêchage           | Finale / CB         | Rang |
| Athlète                 | Catégorie      | Adversaire Résultat    | Adversaire Résultat | Adversaire Résultat    | Adversaire Résultat | Adversaire Résultat | Adversaire Résultat | Rang |
| ----------------------- | -------------- | ---------------------- | ------------------- | ---------------------- | ------------------- | ------------------- | ------------------- | ---- |
| Laura Martínez Abelenda | Moins de 48 kg | Vargas Ley V 01 - 00   | Nikolić V 10 - 00   | Abuzhakynova V 10 - 00 | Bavuudorj D 00 - 10 | Non disputé         | Boukli D 00 - 01    | 5e   |
| Ariane Toro Soler       | Moins de 52 kg | Lkhagvasüren D 00 - 10 | Éliminée            | Éliminée               | Éliminée            | Éliminée            | Éliminée            | 17e  |
| Cristina Cabaña Pérez   | Moins de 63 kg | Quadros D 00 - 10      | Éliminée            | Éliminée               | Éliminée            | Éliminée            | Éliminée            | 17e  |
| Ai Tsunoda Roustant     | Moins de 70 kg | Exemptée               | Pogačnik V 01 - 00  | Matić D 00 - 10        | Non disputé         | Niizoe V 10 - 00    | Polleres D 00 - 10  | 5e   |

| Athlètes | 16e de finale                         | 8e de finale        | Quart de finale     | Demi-finale         | Repêchage           | Finale / CB         | Rang |
| Athlètes | Adversaire Résultat                   | Adversaire Résultat | Adversaire Résultat | Adversaire Résultat | Adversaire Résultat | Adversaire Résultat | Rang |
| --- | ------------------------------------- | ------------------- | ------------------- | ------------------- | ------------------- | ------------------- | ---- |
| Ariane Toro Soler Cristina Cabaña Pérez Ai Tsunoda David García Torné Salvador Cases Roca Tristani Mosakhlishvili Nikoloz Sherazadishvili | Équipe olympique des réfugiés V 4 - 0 | Japon D 3 - 4       | Éliminés            | Éliminés            | Éliminés            | Éliminés            | 9e   |

### Natation
| Athlète(s)                                                  | Épreuve              | Séries           | Séries      | Demi-finale   | Demi-finale | Finale        | Finale   |
| Athlète(s)                                                  | Épreuve              | Temps            | Rang        | Temps         | Rang        | Temps         | Rang     |
| ----------------------------------------------------------- | -------------------- | ---------------- | ----------- | ------------- | ----------- | ------------- | -------- |
| Sergio de Celis                                             | 100 m nage libre     | 48 s 49          | 19e         | Éliminé       | Éliminé     | Éliminé       | Éliminé  |
| Carlos Garach                                               | 800 m nage libre     | 7 min 50 s 07    | 18e         | Éliminé       | Éliminé     | Éliminé       | Éliminé  |
| Carlos Garach                                               | 1 500 m nage libre   | 15 min 20 s 84   | 22e         | Non disputé   | Non disputé | Éliminé       | Éliminé  |
| Carlos Garach                                               | 10 km en eau libre   | Non disputé      | Non disputé | Non disputé   | Non disputé | NPT           | NPT      |
| Hugo González                                               | 100 m dos            | 53 s 68          | 14e         | 52 s 95       | 8e          | 52 s 73       | 6e       |
| Hugo González                                               | 200 m dos            | 1 min 57 s 08    | 6e          | 1 min 56 s 52 | 8e          | 1 min 55 s 47 | 6e       |
| Hugo González                                               | 200 m 4 nages        | DNS              | DNS         | Éliminé       | Éliminé     | Éliminé       | Éliminé  |
| Mario Mollà                                                 | 100 m papillon       | 52 s 57          | 25e         | Éliminé       | Éliminé     | Éliminé       | Éliminé  |
| Arbidel Gonzalez                                            | 200 m papillon       | 1 min 55 s 86    | 14e         | 1 min 56 s 26 | 16e         | Éliminé       | Éliminé  |
| César Castro Sergio de Celis Luis Dominguez Mario Mollà     | 4 × 100 m nage libre | 3 min 13 s 19 RN | 9e          | Non disputé   | Non disputé | Éliminés      | Éliminés |
| César Castro Luis Dominguez Carlos Garach Ferran Julià      | 4 × 200 m nage libre | 7 min 11 s 62    | 13e         | Non disputé   | Non disputé | Éliminés      | Éliminés |
| Sergio de Celis Carles Coll Marti Hugo Gonzalez Mario Mollà | 4 × 100 m 4 nages    | DSQ              | DSQ         | Non disputé   | Non disputé | Éliminés      | Éliminés |

| Athlète(s)                                                                          | Épreuve              | Séries        | Séries      | Demi-finale   | Demi-finale | Finale           | Finale    |
| Athlète(s)                                                                          | Épreuve              | Temps         | Rang        | Temps         | Rang        | Temps            | Rang      |
| ----------------------------------------------------------------------------------- | -------------------- | ------------- | ----------- | ------------- | ----------- | ---------------- | --------- |
| Carmen Weiler Sastre                                                                | 100 m dos            | 59 s 57 RN    | 8e          | 59 s 72       | 9e          | Éliminée         | Éliminée  |
| Carmen Weiler Sastre                                                                | 200 m dos            | 2 min 10 s 09 | 12e         | 2 min 9 s 99  | 13e         | Éliminée         | Éliminée  |
| Africa Zamorano                                                                     | 200 m dos            | 2 min 10 s 40 | 15e         | 2 min 10 s 63 | 14e         | Éliminée         | Éliminée  |
| Jessica Vall Montero                                                                | 100 m brasse         | 1 min 8 s 78  | 27e         | Éliminée      | Éliminée    | Éliminée         | Éliminée  |
| Jessica Vall Montero                                                                | 200 m brasse         | 2 min 24 s 52 | 9e          | 2 min 26 s 22 | 16e         | Éliminée         | Éliminée  |
| Laura Cabanes Garzas                                                                | 100 m papillon       | 59 s 40       | 25e         | Éliminée      | Éliminée    | Éliminée         | Éliminée  |
| Laura Cabanes Garzas                                                                | 200 m papillon       | 2 min 10 s 82 | 16e         | 2 min 10 s 60 | 16e         | Éliminée         | Éliminée  |
| Emma Carrasco Cadens                                                                | 200 m 4 nages        | 2 min 11 s 54 | 12e         | 2 min 12 s 25 | 15e         | Éliminée         | Éliminée  |
| Emma Carrasco Cadens                                                                | 400 m 4 nages        | 4 min 43 s 13 | 12e         | Non disputé   | Non disputé | Éliminée         | Éliminée  |
| Ainhoa Campabadal Amezcua Maria Daza Garcia Paula Juste Sanchez Alba Herrero Lazaro | 4 × 200 m nage libre | 8 min 0 s 23  | 15e         | Non disputé   | Non disputé | Éliminées        | Éliminées |
| María de Valdés                                                                     | 10 km en eau libre   | Non disputé   | Non disputé | Non disputé   | Non disputé | 2 h 7 min 2 s 4  | 17e       |
| Ángela Martínez                                                                     | 10 km en eau libre   | Non disputé   | Non disputé | Non disputé   | Non disputé | 2 h 6 min 15 s 3 | 10e       |

### Natation artistique
| Athlètes | Compétition | Programmes | Programmes | Programmes  | Total    | Rang                                |
| Athlètes | Compétition | Technique  | Libre      | Acrobatique | Total    | Rang                                |
| --- | ----------- | ---------- | ---------- | ----------- | -------- | ----------------------------------- |
| Alisa Ozhogina Iris Tió | Duo         | 254,0816   | 267,4021   | Non disputé | 521,4838 | 7e                                  |
| Meritxell Ferré Marina García Polo Lilou Lluís Valette Meritxell Mas Alisa Ozhogina Paula Ramírez Iris Tió Blanca Toledano | Ballet      | 287,1475   | 346,3644   | 267,1200    | 900,7319 | Médaille de bronze, Jeux olympiques |

### Pentathlon moderne
| Athlète       | Compétition | Compétition | Tour de classement | Tour de classement | Tour de classement | Équitation (saut d'obstacles) | Équitation (saut d'obstacles) | Équitation (saut d'obstacles) | Escrime (épée) | Escrime (épée) | Escrime (épée) | Natation (200 m nage libre) | Natation (200 m nage libre) | Natation (200 m nage libre) | Laser-Run (course + tir) | Laser-Run (course + tir) | Laser-Run (course + tir) | Total | Rang |
| Athlète       | Compétition | Compétition | Vict.              | Déf.               | Rang               | Temps                         | Points                        | Rang                          | BR             | Points         | Rang           | Temps                       | Points                      | Rang                        | Temps                    | Points                   | Rang                     | Total | Rang |
| ------------- | ----------- | ----------- | ------------------ | ------------------ | ------------------ | ----------------------------- | ----------------------------- | ----------------------------- | -------------- | -------------- | -------------- | --------------------------- | --------------------------- | --------------------------- | ------------------------ | ------------------------ | ------------------------ | ----- | ---- |
| Laura Heredia | Femmes      | Demi-finale | 17                 | 18                 | 17e                | 63 s 02                       | 300                           | 1er                           | 4              | 214            | 7e             | 2 min 21 s 47               | 268                         | 15e                         | 11 min 25 s 00           | 615                      | 3e                       | 1397  | 7e   |
| Laura Heredia | Femmes      | Finale      | -                  | -                  | -                  | Éliminée                      | Éliminée                      | 17e                           | 2              | 212            | 10e            | 2 min 24 s 14               | 262                         | 16e                         | 10 min 50 s 73           | 650                      | 2e                       | 1124  | 17e  |

### Plongeon
| Athlète(s)                   | Compétition                | Tour préliminaire | Tour préliminaire | Demi-finale | Demi-finale | Finale | Finale |
| Athlète(s)                   | Compétition                | Points            | Rang              | Points      | Rang        | Points | Rang   |
| ---------------------------- | -------------------------- | ----------------- | ----------------- | ----------- | ----------- | ------ | ------ |
| Adrián Abadía Nicolás García | Tremplin à 3 m synchronisé | Non disputé       | Non disputé       | Non disputé | Non disputé | 361,62 | 6e     |

| Athlète          | Compétition     | Tour préliminaire | Tour préliminaire | Demi-finale | Demi-finale | Finale   | Finale   |
| Athlète          | Compétition     | Points            | Rang              | Points      | Rang        | Points   | Rang     |
| ---------------- | --------------- | ----------------- | ----------------- | ----------- | ----------- | -------- | -------- |
| Valeria Antolino | Tremplin à 3 m  | 297,70            | 7e                | 284,25      | 10e         | 292,95   | 8e       |
| Ana Carvajal     | Haut-vol à 10 m | 285,60            | 12e               | 276,90      | 14e         | Éliminée | Éliminée |

### Skateboard
| Athlète            | Compétition | Qualifications | Qualifications | Qualifications | Qualifications | Finale   | Finale   | Finale   | Finale   |
| Athlète            | Compétition | Course 1       | Course 2       | Course 3       | Rang           | Course 1 | Course 2 | Course 3 | Rang     |
| ------------------ | ----------- | -------------- | -------------- | -------------- | -------------- | -------- | -------- | -------- | -------- |
| Alain Kortabitarte | Hommes      | 29.38          | 49.21          | 75.46          | 19e            | Éliminé  | Éliminé  | Éliminé  | Éliminé  |
| Danny León         | Hommes      | 56.25          | 7.33           | 10.00          | 20e            | Éliminé  | Éliminé  | Éliminé  | Éliminé  |
| Julia Benedetti    | Femmes      | 4.33           | 8.50           | 70.27          | 17e            | Éliminée | Éliminée | Éliminée | Éliminée |
| Naia Laso          | Femmes      | 29.39          | 82.49          | 29.43          | 7e             | 59.85    | 7.66     | 86.28    | 7e       |

| Athlète       | Compétition | Qualifications | Qualifications | Qualifications | Qualifications | Qualifications | Qualifications | Qualifications | Qualifications | Qualifications | Finale   | Finale   | Finale   | Finale   | Finale   | Finale   | Finale   | Finale   | Finale   |
| Athlète       | Compétition | Courses        | Courses        | Feintes        | Feintes        | Feintes        | Feintes        | Feintes        | Total          | Rang           | Courses  | Courses  | Feintes  | Feintes  | Feintes  | Feintes  | Feintes  | Total    | Rang     |
| Athlète       | Compétition | 1              | 2              | 1              | 2              | 3              | 4              | 5              | Total          | Rang           | 1        | 2        | 1        | 2        | 3        | 4        | 5        | Total    | Rang     |
| ------------- | ----------- | -------------- | -------------- | -------------- | -------------- | -------------- | -------------- | -------------- | -------------- | -------------- | -------- | -------- | -------- | -------- | -------- | -------- | -------- | -------- | -------- |
| Natalia Muñoz | Femmes      | 48.83          | 57.44          | 74.25          | 83.01          | 68.12          | 0.00           | 0.00           | 214.70         | 14e            | Éliminée | Éliminée | Éliminée | Éliminée | Éliminée | Éliminée | Éliminée | Éliminée | Éliminée |
| Daniela Terol | Femmes      | 63.72          | 70.12          | 76.39          | 0.00           | 0.00           | 73.87          | 0.00           | 220.38         | 13e            | Éliminée | Éliminée | Éliminée | Éliminée | Éliminée | Éliminée | Éliminée | Éliminée | Éliminée |

### Surf
| Athlète                   | Compétition | 1er tour | 2e tour | 3e tour                | Quart de finale       | Demi-finale               | Finale              | Finale              |      |
| Athlète                   | Compétition | Résultat | Rang    | Adversaire Résultat    | Adversaire Résultat   | Adversaire Résultat       | Adversaire Résultat | Adversaire Résultat | Rang |
| ------------------------- | ----------- | -------- | ------- | ---------------------- | --------------------- | ------------------------- | ------------------- | ------------------- | ---- |
| Andy Criere               | Hommes      | 12,00    | 3e      | Cleland D 4,43 - 15,17 | Éliminé               | Éliminé                   | Éliminé             | Éliminé             | 17e  |
| Nadia Erostarbe           | Femmes      | 18,83    | 1er     | Non disputé            | Matsuda V 8,34 - 5,84 | Weston-Webb D 6,34 - 8,10 | Éliminée            | Éliminée            | 5e   |
| Janire González-Etxabarri | Femmes      | 2,43     | 3e      | Lelior D 2,80 - 11,00  | Éliminée              | Éliminée                  | Éliminée            | Éliminée            | 17e  |

### Taekwondo
| Athlète              | Catégorie      | 8e de finale         | Quart de finale     | Demi-finale         | Repêchage           | Finale / CB         | Rang |
| Athlète              | Catégorie      | Adversaire Résultat  | Adversaire Résultat | Adversaire Résultat | Adversaire Résultat | Adversaire Résultat | Rang |
| -------------------- | -------------- | -------------------- | ------------------- | ------------------- | ------------------- | ------------------- | ---- |
| Adrián Vicente Yunta | Moins de 58 kg | Yaser Ismail V 2 - 0 | Magomedov D 0 - 2   | Non disputé         | Woolley V 2 - 0     | Jendoubi D 0 - 2    | 5e   |
| Javier Pérez Polo    | Moins de 68 kg | Tubtimdang V 2 - 0   | Alaphilippe V 2 - 1 | Rashitov D 1 - 2    | Non disputé         | Pontes D 1 - 2      | 5e   |

| Athlète               | Catégorie      | 8e de finale        | Quart de finale     | Demi-finale         | Repêchage           | Finale / CB         | Rang |
| Athlète               | Catégorie      | Adversaire Résultat | Adversaire Résultat | Adversaire Résultat | Adversaire Résultat | Adversaire Résultat | Rang |
| --------------------- | -------------- | ------------------- | ------------------- | ------------------- | ------------------- | ------------------- | ---- |
| Adriana Cerezo        | Moins de 49 kg | Grippoli V 2 - 0    | Nematzadeh D 0 - 2  | Éliminée            | Éliminée            | Éliminée            | 9e   |
| Cecilia Castro Burgos | Moins de 67 kg | Shehata D 1 - 2     | Éliminée            | Éliminée            | Éliminée            | Éliminée            | 11e  |

### Tennis
| Joueur (n° de tête de série) | Compétition | 32e de finale              | 16e de finale         | 8e de finale         | Quarts de finale    | Demi-finale                | Finale / MB         | Rang                               |
| Joueur (n° de tête de série) | Compétition | Adversaire Résultat        | Adversaire Résultat   | Adversaire Résultat  | Adversaire Résultat | Adversaire Résultat        | Adversaire Résultat | Rang                               |
| ---------------------------- | ----------- | -------------------------- | --------------------- | -------------------- | ------------------- | -------------------------- | ------------------- | ---------------------------------- |
| Carlos Alcaraz               | Hommes      | Habib V 6-3, 6-1           | Griekspoor V 6-1, 7-6 | Safiullin V 6-4, 6-2 | Paul V 6-3, 7-6     | Auger-Aliassime V 6-1, 6-1 | Djokovic D 6-7, 6-7 | Médaille d'argent, Jeux olympiques |
| Pedro Martínez               | Hommes      | Vavassori D 4-6, 6-4, 4-6  | Éliminé               | Éliminé              | Éliminé             | Éliminé                    | Éliminé             | 33e                                |
| Jaume Munar                  | Hommes      | Zverev D 2-6, 2-6          | Éliminé               | Éliminé              | Éliminé             | Éliminé                    | Éliminé             | 33e                                |
| Rafael Nadal                 | Hommes      | Fucsovics V 6-1, 4-6, 6-4  | Djokovic D 1-6, 4-6   | Éliminé              | Éliminé             | Éliminé                    | Éliminé             | 17e                                |
| Cristina Bucșa               | Femmes      | Martić V 6-4, 6-3          | Fernandez D 6-7, 3-6  | Éliminée             | Éliminée            | Éliminée                   | Éliminée            | 17e                                |
| Sara Sorribes                | Femmes      | Krejčíková D 6-4, 0-6, 6-7 | Éliminée              | Éliminée             | Éliminée            | Éliminée                   | Éliminée            | 33e                                |

| Joueurs (n° de tête de série)   | Compétition | 16e de finale                        | 8e de finale                          | Quarts de finale                            | Demi-finale                    | Finale / MB                  | Rang                                |
| Joueurs (n° de tête de série)   | Compétition | Adversaires Résultat                 | Adversaires Résultat                  | Adversaires Résultat                        | Adversaires Résultat           | Adversaires Résultat         | Rang                                |
| ------------------------------- | ----------- | ------------------------------------ | ------------------------------------- | ------------------------------------------- | ------------------------------ | ---------------------------- | ----------------------------------- |
| Rafael Nadal Carlos Alcaraz     | Hommes      | González / Molteni V 7-6, 6-4        | Griekspoor / Koolhof V 6-4, 6-7, 10-2 | Krajicek / Ram D 2-6, 4-6                   | Éliminés                       | Éliminés                     | 5e                                  |
| Pablo Carreño Marcel Granollers | Hommes      | Bolelli / Vavassori V 2-6, 7-6, 10-7 | Ebden / Peers D 2-6, 5-7              | Éliminés                                    | Éliminés                       | Éliminés                     | 9e                                  |
| Sara Sorribes Cristina Bucșa    | Femmes      | Bronzetti / Cocciaretto V 6-1, 6-2   | Carlé / Podoroska V 6-3, 6-4          | L. Kichenok / N. Kichenok V 6-3, 2-6, 12-10 | Andreeva / Shnaider D 1-6, 2-6 | Muchová / Nosková V 6-2, 6-2 | Médaille de bronze, Jeux olympiques |
| Marcel Granollers Sara Sorribes | Mixte       | Ebden / Perez D 3-6, 4-6             | Éliminés                              | Éliminés                                    | Éliminés                       | Éliminés                     | 9e                                  |

### Tennis de table
| Athlète (n° de tête de série) | Compétition | 32e de finale       | 16e de finale       | 8e de finale        | Quart de finale     | Demi-finale         | Finale / MB         | Rang |
| Athlète (n° de tête de série) | Compétition | Adversaire Résultat | Adversaire Résultat | Adversaire Résultat | Adversaire Résultat | Adversaire Résultat | Adversaire Résultat | Rang |
| ----------------------------- | ----------- | ------------------- | ------------------- | ------------------- | ------------------- | ------------------- | ------------------- | ---- |
| Álvaro Robles (21)            | Hommes      | Habesohn V 4 - 2    | Calderano D 2 - 4   | Éliminé             | Éliminé             | Éliminé             | Éliminé             | 17e  |
| María Xiao (38)               | Femmes      | Meshref D 1 - 4     | Éliminée            | Éliminée            | Éliminée            | Éliminée            | Éliminée            | 33e  |

| Athlètes (n° de tête de série) | 8e de finale              | Quart de finale      | Demi-finale          | Finale / MB          | Rang |
| Athlètes (n° de tête de série) | Adversaires Résultat      | Adversaires Résultat | Adversaires Résultat | Adversaires Résultat | Rang |
| ------------------------------ | ------------------------- | -------------------- | -------------------- | -------------------- | ---- |
| Álvaro Robles María Xiao (5)   | Ishiy / Takahashi V 4 - 2 | Wong / Doo D 2 - 4   | Éliminés             | Éliminés             | 5e   |

### Tir
| Athlète           | Compétition     | Qualification | Qualification | Finale  | Finale  |
| Athlète           | Compétition     | Points        | Rang          | Points  | Rang    |
| ----------------- | --------------- | ------------- | ------------- | ------- | ------- |
| Alberto Fernández | Fosse olympique | 121           | 14e           | Éliminé | Éliminé |
| Andrés García     | Fosse olympique | 118           | 22e           | Éliminé | Éliminé |

| Athlète       | Compétition     | Qualification | Qualification | Finale | Finale |
| Athlète       | Compétition     | Points        | Rang          | Points | Rang   |
| ------------- | --------------- | ------------- | ------------- | ------ | ------ |
| Fátima Gálvez | Fosse olympique | 122           | 2e            | 23     | 5e     |
| Mar Molné     | Fosse olympique | 123           | 1er           | 27     | 4e     |

### Tir à l'arc
| Athlète              | Compétition | Tour préliminaire | Tour préliminaire | 32e de finale       | 16e de finale       | 8e de finale        | Quart de finale     | Demi-finale         | Finale / MB         | Rang |
| Athlète              | Compétition | Points            | Rang              | Adversaire Résultat | Adversaire Résultat | Adversaire Résultat | Adversaire Résultat | Adversaire Résultat | Adversaire Résultat | Rang |
| -------------------- | ----------- | ----------------- | ----------------- | ------------------- | ------------------- | ------------------- | ------------------- | ------------------- | ------------------- | ---- |
| Pablo Achat González | Hommes      | 662               | 33e               | Lin D 2 - 6         | Éliminé             | Éliminé             | Éliminé             | Éliminé             | Éliminé             | 33e  |
| Elia Canales         | Femmes      | 662               | 16e               | Havers D 0 - 6      | Éliminée            | Éliminée            | Éliminée            | Éliminée            | Éliminée            | 33e  |

| Athlètes                          | Compétition | Tour préliminaire | Tour préliminaire | 8e de finale        | Quart de finale     | Demi-finale         | Finale / MB          | Rang |
| Athlètes                          | Compétition | Points            | Rang              | Adversaire Résultat | Adversaire Résultat | Adversaire Résultat | Adversaires Résultat | Rang |
| --------------------------------- | ----------- | ----------------- | ----------------- | ------------------- | ------------------- | ------------------- | -------------------- | ---- |
| Pablo Achat González Elia Canales | Mixte       | 1324              | 13e               | Chine V 6 - 2       | Inde D 3 - 5        | Éliminés            | Éliminés             | 6e   |

### Triathlon
| Athlète                  | Compétition | Natation (1,5 km) | Transition 1 | Vélo (40 km) | Transition 2 | Course (10 km) | Temps total     | Rang |
| ------------------------ | ----------- | ----------------- | ------------ | ------------ | ------------ | -------------- | --------------- | ---- |
| Antonio Serrat Seoane    | Hommes      | 22 min 3 s        | 53 s         | 53 min 57 s  | 24 s         | 31 min 26 s    | 1 h 48 min 42 s | 32e  |
| Roberto Sánchez Mantecón | Hommes      | 23 min 2 s        | 51 s         | 54 min 28 s  | 23 s         | 30 min 45 s    | 1 h 49 min 29 s | 36e  |
| Alberto González García  | Hommes      | 20 min 23 s       | 46 s         | 52 min 15 s  | 22 s         | 30 min 36 s    | 1 h 44 min 22 s | 8e   |
| Míriam Casillas García   | Femmes      | 26 min 3 s        | 58 s         | 59 min 14 s  | 27 s         | 35 min 4 s     | 2 h 1 min 46 s  | 33e  |
| Anna Godoy Contreras     | Femmes      | 23 min 33 s       | 57 s         | 58 min 17 s  | 29 s         | 34 min 57 s    | 1 h 58 min 13 s | 17e  |

| Athlète                 | Natation (300 m) | Transition 1 | Vélo (8 km) | Transition 2 | Course (2 km) | Temps (athlète) | Rang |
| ----------------------- | ---------------- | ------------ | ----------- | ------------ | ------------- | --------------- | ---- |
| Alberto González García | 4 min 3 s        | 1 min 6 s    | 9 min 44 s  | 23 s         | 5 min 2 s     | 20 min 18 s     | -    |
| Anna Godoy Contreras    | 5 min 2 s        | 1 min 5 s    | 10 min 30 s | 26 s         | 5 min 39 s    | 22 min 42 s     | -    |
| Antonio Serrat Seoane   | 4 min 35 s       | 1 min 3 s    | 9 min 42 s  | 24 s         | 5 min 2 s     | 20 min 45 s     | -    |
| Míriam Casillas García  | 5 min 25 s       | 1 min 10 s   | 10 min 25 s | 26 s         | 6 min 19 s    | 23 min 45 s     | -    |
| Total                   | -                | -            | -           | -            | -             | 1 h 27 min 30 s | 9e   |

### Voile
Nota : le résultat barré est le plus mauvais de l’athlète concerné. Il n’est pas pris en compte dans le total.
| Athlète(s)                                 | Compétition | Qualifications | Qualifications | Qualifications | Qualifications | Qualifications | Qualifications | Qualifications | Qualifications | Qualifications | Qualifications | Qualifications | Qualifications | Qualifications | Qualifications | Total net | Rang                           |
| Athlète(s)                                 | Compétition | 1              | 2              | 3              | 4              | 5              | 6              | 7              | 8              | 9              | 10             | 11             | 12             | 13             | CM             | Total net | Rang                           |
| ------------------------------------------ | ----------- | -------------- | -------------- | -------------- | -------------- | -------------- | -------------- | -------------- | -------------- | -------------- | -------------- | -------------- | -------------- | -------------- | -------------- | --------- | ------------------------------ |
| Joaquín Blanco Albalat                     | Laser       | 14             | 35             | 12             | 20             | 25             | 10,2           | 44             | 5              | -              | -              | -              | -              | -              | EL             | 121,2     | 21e                            |
| Diego Botín le Chever Florián Trittel Paul | 49er        | 16             | 6              | 4              | 5              | 11             | 3              | 2              | 2              | 15             | 12             | 6              | -              | -              | 1              | 70        | Médaille d'or, Jeux olympiques |
| Nacho Baltasar Summers                     | IQFoil      | 15             | 5              | 13             | 10             | 17             | 11             | 25             | 4              | 8              | 12             | 25             | 5              | 3              | -              | 103       | 11e                            |

| Athlète(s)                                      | Compétition  | Qualifications | Qualifications | Qualifications | Qualifications | Qualifications | Qualifications | Qualifications | Qualifications | Qualifications | Qualifications | Qualifications | Qualifications | Qualifications | Qualifications | Qualifications | Total net | Rang |
| Athlète(s)                                      | Compétition  | 1              | 2              | 3              | 4              | 5              | 6              | 7              | 8              | 9              | 10             | 11             | 12             | 13             | 14             | CM             | Total net | Rang |
| ----------------------------------------------- | ------------ | -------------- | -------------- | -------------- | -------------- | -------------- | -------------- | -------------- | -------------- | -------------- | -------------- | -------------- | -------------- | -------------- | -------------- | -------------- | --------- | ---- |
| Ana Moncada Sánchez                             | Laser Radial | 30             | 39             | 1              | 24             | 29             | 36             | 44             | 23             | 9              | -              | -              | -              | -              | -              | EL             | 191       | 29e  |
| Támara Echegoyen Domínguez Paula Barceló Martín | 49er FX      | 19             | 15             | 14             | 12             | 4              | 17             | 13             | 7              | 4              | 16             | 1              | -              | -              | -              | EL             | 114       | 12e  |
| Pilar Lamadrid Truebas                          | IQFoil       | 25             | 1              | 24             | 14             | 12             | 14             | 20             | 19             | 7              | 2              | 11             | 13             | 4              | 23             | -              | 140       | 15e  |
| Gisela Pulido Borrell                           | Formula Kite | 11             | 11             | 6              | 12             | 10             | 10             | -              | -              | -              | -              | -              | -              | -              | -              | -              | 48        | 12e  |

| Athlètes                                         | Compétition | Qualifications | Qualifications | Qualifications | Qualifications | Qualifications | Qualifications | Qualifications | Qualifications | Qualifications | Qualifications | Qualifications | Qualifications | Qualifications | Total net | Rang |
| Athlètes                                         | Compétition | 1              | 2              | 3              | 4              | 5              | 6              | 7              | 8              | 9              | 10             | 11             | 12             | CM             | Total net | Rang |
| ------------------------------------------------ | ----------- | -------------- | -------------- | -------------- | -------------- | -------------- | -------------- | -------------- | -------------- | -------------- | -------------- | -------------- | -------------- | -------------- | --------- | ---- |
| Andrés Barrio García Tara Pacheco van Rijnsoever | Nacra 17    | 12             | 8              | 1              | 9              | 15             | 12             | 8              | 9              | 17             | 20             | 16             | 6              | EL             | 113       | 11e  |
| Nora Brugman Cabot Jordi Xammar Hernandez        | 470         | 5              | 6              | 5              | 3              | 6              | 3              | 3              | 3              | 6              | -              | -              | -              | 9              | 49        | 4e   |

### Volley-ball

#### Volleyball de plage
| Athlètes                                        | Compétition      | Tour préliminaire                         | Tour préliminaire                          | Tour préliminaire                     | Tour préliminaire | 8e de finale                        | Quart de finale                           | Demi-finale          | Finale / MB          | Rang |
| Athlètes                                        | Compétition      | Adversaires Résultat                      | Adversaires Résultat                       | Adversaires Résultat                  | Rang              | Adversaires Résultat                | Adversaires Résultat                      | Adversaires Résultat | Adversaires Résultat | Rang |
| ----------------------------------------------- | ---------------- | ----------------------------------------- | ------------------------------------------ | ------------------------------------- | ----------------- | ----------------------------------- | ----------------------------------------- | -------------------- | -------------------- | ---- |
| Adrián Gavira Collado Pablo Herrera Allepuz     | Tournoi masculin | Boermans / de Groot D 15-21, 15-21        | Krou / Gauthier-Rat V 23-21, 21-23, 15-8   | Evans / Budinger V 21-18, 21-11       | 2e                | Bryl / Łosiak V 23-21, 21-18        | Mol / Sørum D 16-21, 17-21                | Éliminés             | Éliminés             | 5e   |
| Daniela Alvarez Mendoza Tania Moreno Matveeva   | Tournoi féminin  | Hüberli / Brunner D 12-21, 19-21          | Planchette / Richard V 21-12, 21-15        | Ludwig / Lippmann V 21-16, 21-19      | 2e                | Stam / Schoon V 18-21, 21-19, 15-13 | Humana-Paredes / Wilkerson D 18-21, 18-21 | Éliminées            | Éliminées            | 5e   |
| Liliana Fernández Steiner Paula Soria Gutierrez | Tournoi féminin  | Gottardi / Menegatti V 24-22, 9-21, 16-14 | Silva Ramos / Santos Lisboa D 12-21, 13-21 | Abdelhady / Elghobashy V 21-18, 21-14 | 2e                | Hüberli / Brunner D 21-23, 16-21    | Éliminées                                 | Éliminées            | Éliminées            | 9e   |

### Water-polo
| Épreuve          | Tour préliminaire   | Tour préliminaire   | Tour préliminaire   | Tour préliminaire   | Tour préliminaire   | Tour préliminaire | Quart de finale     | Demi-finale         | Finale / MB         | Rang |
| Épreuve          | Adversaire Résultat | Adversaire Résultat | Adversaire Résultat | Adversaire Résultat | Adversaire Résultat | Rang              | Adversaire Résultat | Adversaire Résultat | Adversaire Résultat | Rang |
| ---------------- | ------------------- | ------------------- | ------------------- | ------------------- | ------------------- | ----------------- | ------------------- | ------------------- | ------------------- | ---- |
| Tournoi masculin | Australie V 9 - 5   | Hongrie V 10 - 7    | Serbie V 15 - 11    | Japon V 23 - 8      | France 10 - 8       | 1er du gr. B      | Croatie D 8 - 10    | Australie V 11 - 9  | Grèce D 13 - 15     | 6e   |

Équipe masculine de water-polo :
- 1 - Unai Aguirre : Gardien
- 2 - Alberto Munárriz Enaga : Défenseur
- 3 - Álvaro Granados Ortega : Défenseur
- 4 - Bernat Sanahuja : Défenseur
- 5 - Miguel de Toro Domínguez :  Avant centre
- 6 - Marc Larumbe Gonfaus : Défenseur
- 7 - Martin Faměra : Arrière centre
- 8 - Sergi Cabanas Pegado : Arrière centre
- 9 - Roger Tahull Compte: Avant centre
- 10 - Felipe Perrone Rocha  : Défenseur
- 11 - Unai Biel Lara : Défenseur
- 12 - Alejandro Bustos Sánchez : Arrière centre
- 13 - Eduardo Lorrio : Gardien

| Épreuve         | Tour préliminaire   | Tour préliminaire    | Tour préliminaire   | Tour préliminaire   | Tour préliminaire   | Tour préliminaire | Quart de finale     | Demi-finale         | Finale / MB         | Rang                           |
| Épreuve         | Adversaire Résultat | Adversaire Résultat  | Adversaire Résultat | Adversaire Résultat | Adversaire Résultat | Rang              | Adversaire Résultat | Adversaire Résultat | Adversaire Résultat | Rang                           |
| --------------- | ------------------- | -------------------- | ------------------- | ------------------- | ------------------- | ----------------- | ------------------- | ------------------- | ------------------- | ------------------------------ |
| Tournoi féminin | France V 15 - 6     | États-Unis V 13 - 11 | Grèce V 10 - 8      | Italie V 13 - 11    | Non disputé         | 1er du gr. B      | Canada V 18 - 8     | Pays-Bas V 19 - 18  | Australie V 11 - 9  | Médaille d'or, Jeux olympiques |

Équipe féminine de water-polo :
- 1 - Laura Ester Ramos : Gardienne
- 2 - Isabel Piralkova Coello : Défenseur
- 3 - Anni Espar Llaquet : Défenseur
- 4 - Beatriz Ortiz Muños : Défenseur
- 5 - Nona Pérez Vivas : Défenseur
- 6 - Paula Crespí Barriga : Arrière centre
- 7 - Elena Ruiz Baril : Défenseur
- 8 - Pili Peña  : Ailier
- 9 - Judith Forca : Ailier
- 10 - Paula Camus : Arrière centre
- 11 - Maica García Godoy : Avant centre
- 12 - Paula Leitón : Avant centre
- 13 - Martina Terré : Gardienne